# Wiener Staatsoper

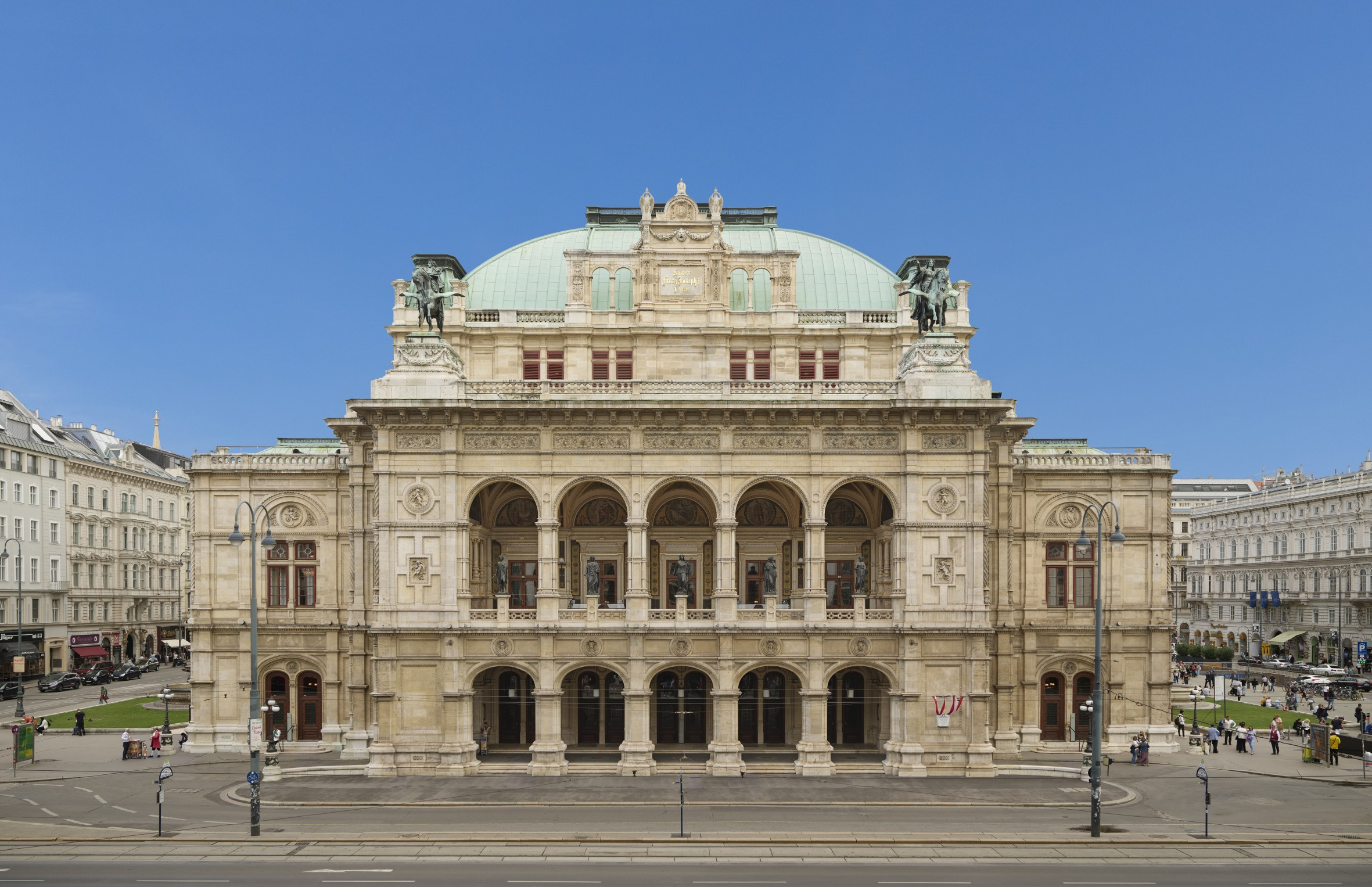
Wiener Staatsoper

Die Wiener Staatsoper ist ein Opernhaus an der Ringstraße in der österreichischen Hauptstadt Wien. Gegründet 1708 als k. k. Theater nächst dem Kärtnertor, ist es eines der größten Opernhäuser des deutschsprachigen Raumes und eines der bedeutendsten der Welt. Das Neorenaissance-Gebäude wurde 1861 bis 1869 durch Franz Joseph I. von August Sicard von Sicardsburg und Eduard van der Nüll als k. k. Hofoperntheater errichtet. Direktor der Wiener Staatsoper ist seit Juli 2020 Bogdan Roščić.

## Geschichte der Vorgängerbauten

### Wiener Hoftheater und Hofoper

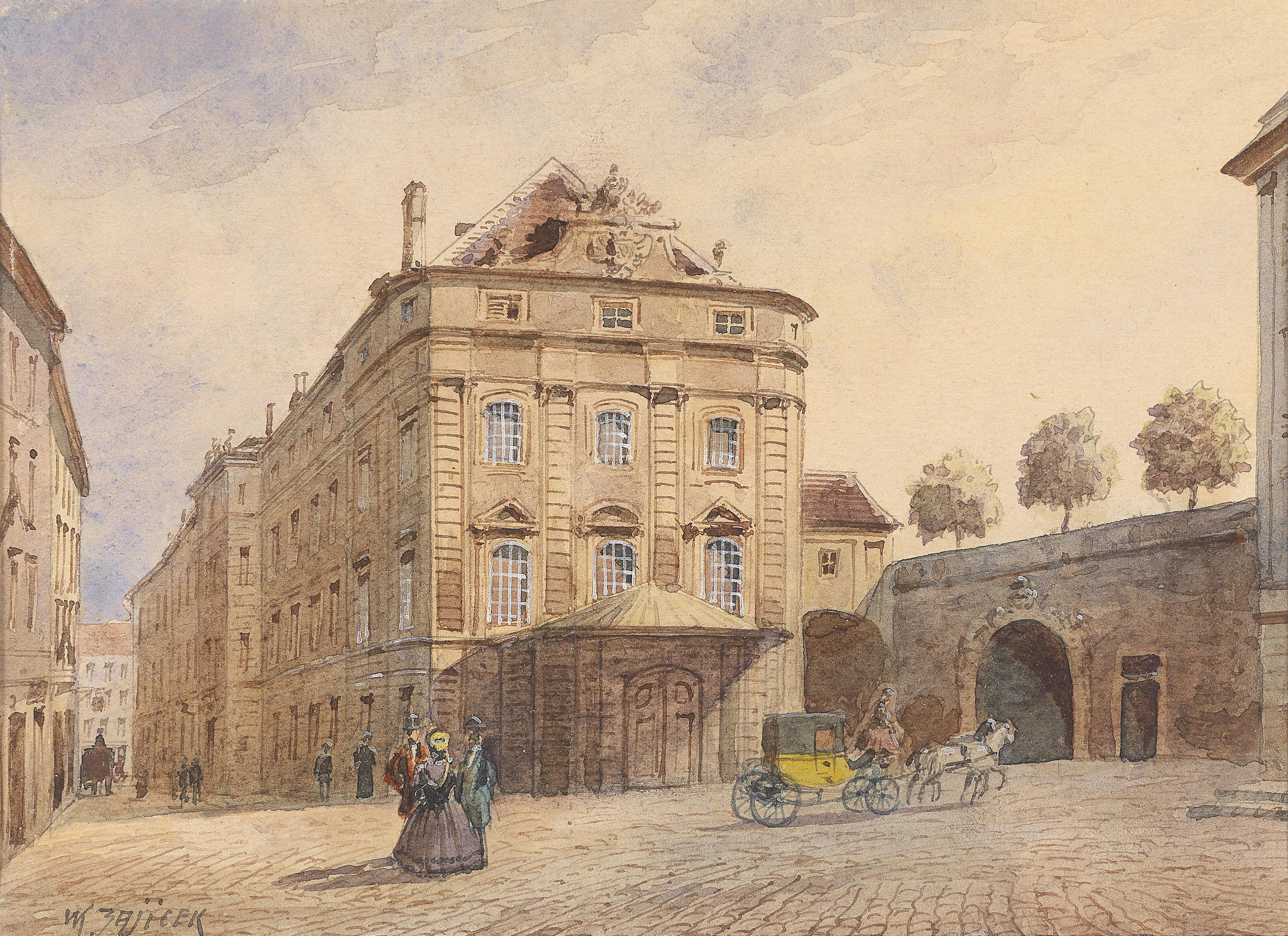
Carl Wenzel Zajicek: Das Kärntnertortheater in Wien, gemalt um 1900 (lang nach dem Abriss)

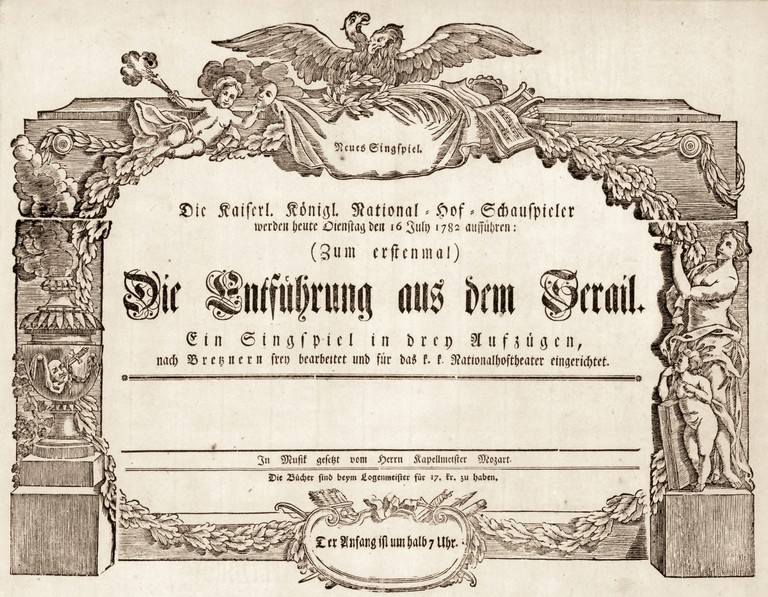
Theaterzettel zur Premiere der Entführung aus dem Serail durch die „Kaiserl. Königl. National-Hof-Schauspieler“ am 16. Juli 1782

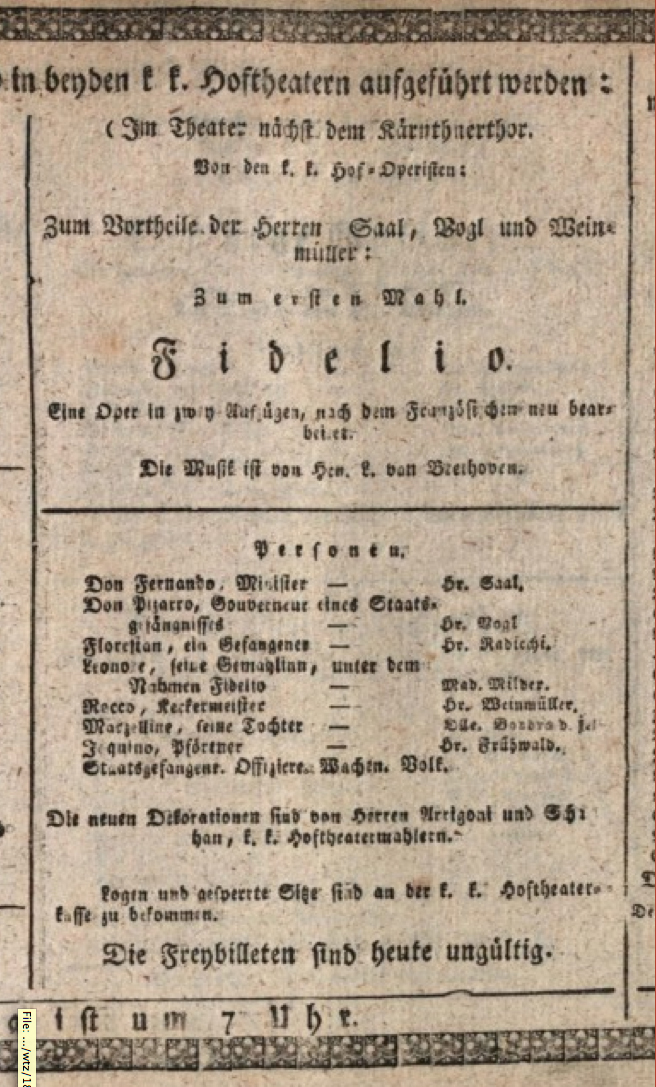
Theaterzettel der Uraufführung von Beethovens Fidelio am 24. Mai 1814 im Theater am Kärntnertor

Als kulturelle Institution ist die Wiener Staatsoper die Nachfolgerin der Wiener Hofoper, die von den Habsburgern gegründet und gefördert wurde. Zudem setzt das Wiener Staatsopernorchester die Tradition der seit 1498 belegten Wiener Hofmusikkapelle fort. Schon die Hofoper war eine führende europäische Institution und erlebte viele Uraufführungen, für die Ende des 17. Jahrhunderts vor allem Komponist Antonio Draghi und Librettist Nicolò Minato sorgten. Kaiser Leopold I. (1640–1705) war selbst ein leidenschaftlicher Musiker und mit 230 eigenen Werken auch ein begabter Komponist. Zum kaiserlichen Hofkapellmeister ernannte er mit Johann Heinrich Schmelzer erstmals einen Nicht-Italiener. Aufführungen fanden in dieser Zeit etwa in den Redoutensälen der Hofburg statt. Das dortige große Hoftheater wurde bis 1699 von Francesco Galli da Bibiena renoviert und am 28. Jänner 1700 mit Draghis Oper Alceste (Text: Donato Cupeda) wiedereröffnet, mit der auch die Geburt der Erzherzogin Maria Josepha gefeiert wurde.
Zu den Glanzlichtern der Wiener Operngeschichte des Barock zählte die Uraufführung der Tragicommedia Don Chisciotte in Sierra Morena von Francesco Bartolomeo Conti am 6. Februar 1719. Zwischen 1706 und 1732 brachte Conti zahllose Werke im neapolitanischen Stil in Wien zur Uraufführung. Seit 1716 und bis zu seinem Tod 1732 wirkte zudem der Opernkomponist Antonio Caldara in Wien, wo er mehr als 80 Opern aufführte. 1730 traf auch der Dichter Metastasio in Wien ein, wo er in den folgenden Jahren zahlreiche Libretti verfasste, die in ganz Europa von diversen Komponisten vertont wurden.
Im 18. Jahrhundert existierten zwei Vorläuferbauten der späteren Hof- und Staatsoper: 1709 wurde das Theater am Kärntnertor – in unmittelbarer Nachbarschaft des heutigen Opernhauses – fertiggestellt und bis 1752 unter kaiserlichem Privileg betrieben. Nach einem Theaterbrand wurde der Neubau 1761 als „Kaiserliches und Königliches Hoftheater zu Wien“ eingeweiht. Als erstes Haus durfte aber wohl das 1748 eröffnete Alte Burgtheater am Michaelerplatz gelten, das damals gleichermaßen Schauspiel- und Opernaufführungen beherbergte und an dem u. a. Werke Christoph Willibald Glucks (darunter Orfeo ed Euridice, 1762), Wolfgang Amadeus Mozarts und Ludwig van Beethovens ihre Uraufführung feierten. Mit der Umwandlung des alten Ballsaals zu einem „Theater nächst der Burg“ war Joseph Karl Selliers, der damalige Pächter des Kärntnertor-Theaters, beauftragt worden.
Ein großer Förderer der Hofoper war Kaiser Joseph II. (reg. 1764–1790). Zu seiner Hochzeit am 24. Jänner 1765 komponierte Gluck die Oper Il Parnaso confuso, die unter musikalischer Beteiligung seiner Geschwister aufgeführt wurde. 1776 erklärte er das Haus nächst der Burg zum „deutschen Nationaltheater“. Als späterer Alleinregent gab er Mozart, mit dem er persönlich befreundet war, mehrere Kompositionsaufträge für Opern, darunter das deutsche Singspiel Die Entführung aus dem Serail (1782) und die italienische Oper Così fan tutte (1790). Mit Le nozze di Figaro billigte der aufgeklärte Absolutist zudem ein Werk, das sich mit adeligen Vorrechten und feudaler Willkür beschäftigte.
Seit den 1810er Jahren fanden die Aufführungen der Hofoper fast ausschließlich im k. k. Hof-Theater am Kärntnertor statt, so auch die Uraufführungen von Carl Maria von Webers Euryanthe (1823), Gaetano Donizettis Linda di Chamounix (1842) und Maria di Rohan (1843), Otto Nicolais Heimkehr des Verbannten (1844), Friedrich von Flotows Martha (1847) und Jacques Offenbachs Die Rheinnixen (1864). Ebenfalls 1864 war Richard Wagner endgültig daran gescheitert, Tristan und Isolde an der Hofoper uraufzuführen. Eine Aufführung seines Tannhäuser (1875) ergab die dritte Fassung des Werks letzter Hand.

### Bezeichnungen der Institution Oper im Laufe der Geschichte
| Name                                                  | von                       | bis                |
| ----------------------------------------------------- | ------------------------- | ------------------ |
| k.k. Theater nächst dem Kärnthnerthore                |                           | 17. April 1870     |
| Neues Haus                                            | 25. Mai 1869              | 27. September 1869 |
| k.k. Hofoperntheater – Neues Haus                     | 28. September 1869        | 10. März 1871      |
| k.k. Hofoperntheater                                  | 11. März 1871             | 15. November 1918  |
| Operntheater                                          | 3. Dezember 1918          | 25. September 1938 |
| Staatsoper                                            | 27. September 1938        | bis 1945           |
| Gebäude am Naschmarkt                                 | 1945                      | 4. November 1955   |
| Opernhaus der Stadt Wien – Wiener Staatsopernensemble | 1. Mai 1945               | 31. Mai 1945       |
| Volksoper – Wiener Staatsopernensemble                | 1. Juni 1945              | 10. Juli 1945      |
| Staatsoper im Volksoperngebäude                       | 11. Juli 1945             | 1. September 1946  |
| Staatsoper in der Volksoper                           | 2. September 1946         | 15. Juli 1955      |
| Wiener Staatsoper                                     | seit dem 5. November 1955 | heute              |

Die Bezeichnung Staatsoper wurde zwar auch schon ab den 1920er Jahren benützt, war aber nicht offiziell. In der Zeit des Wiederaufbaus spielte die Oper unter anderem im Theater an der Wien und in der Volksoper.

## Hofoperntheater an der Ringstraße

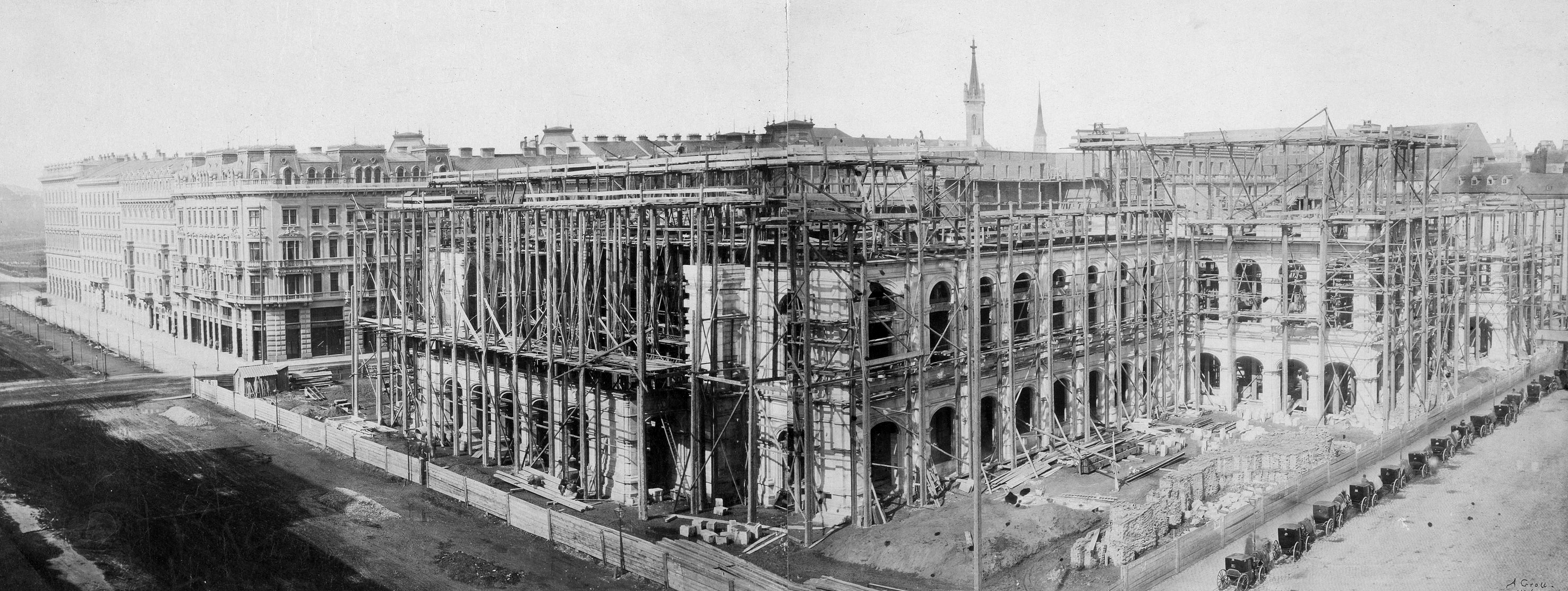
Der Bau des Das k. k. Hofoperntheaters, 1865

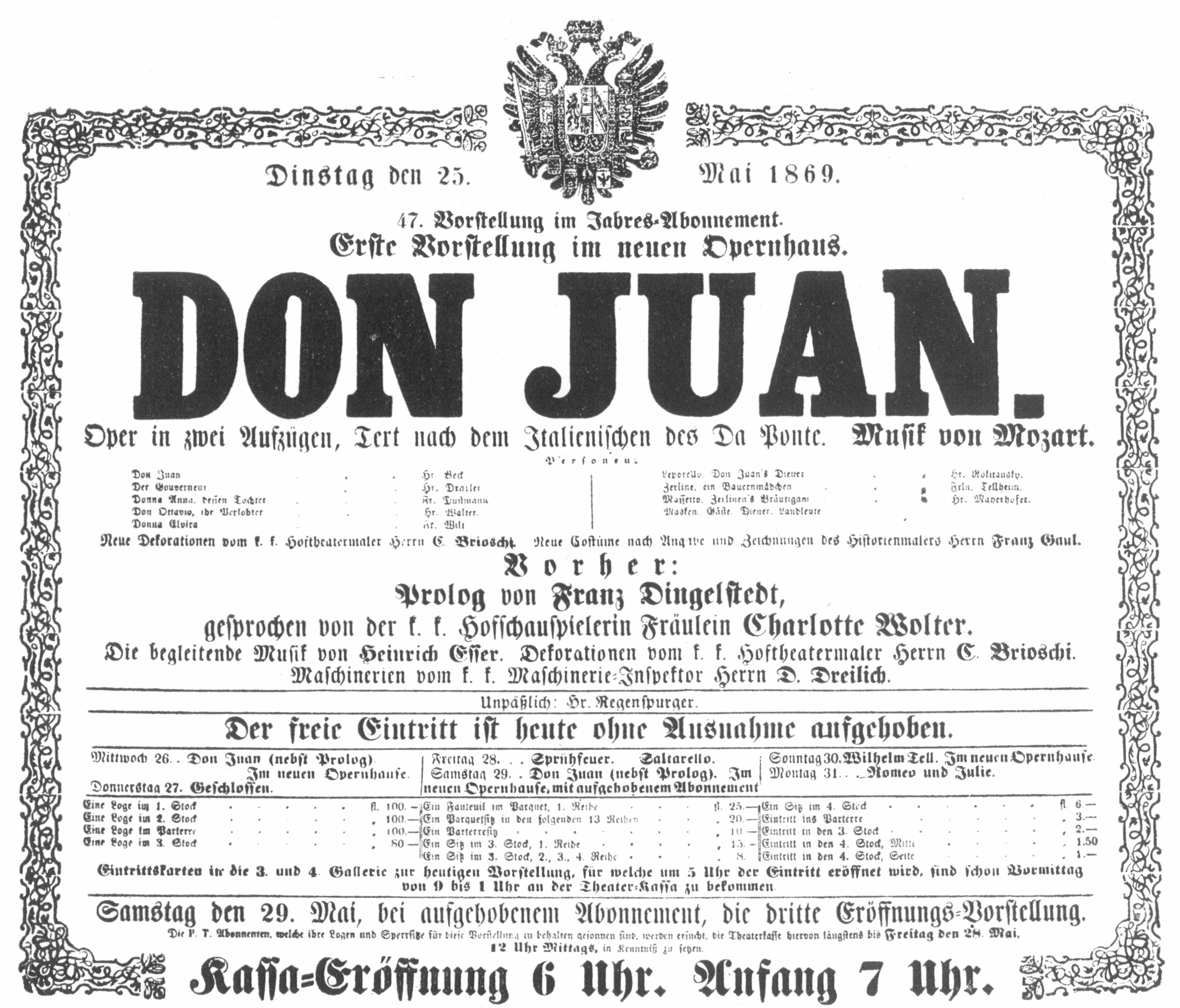
Theaterzettel zur Eröffnungsvorstellung des neuen Opernhauses

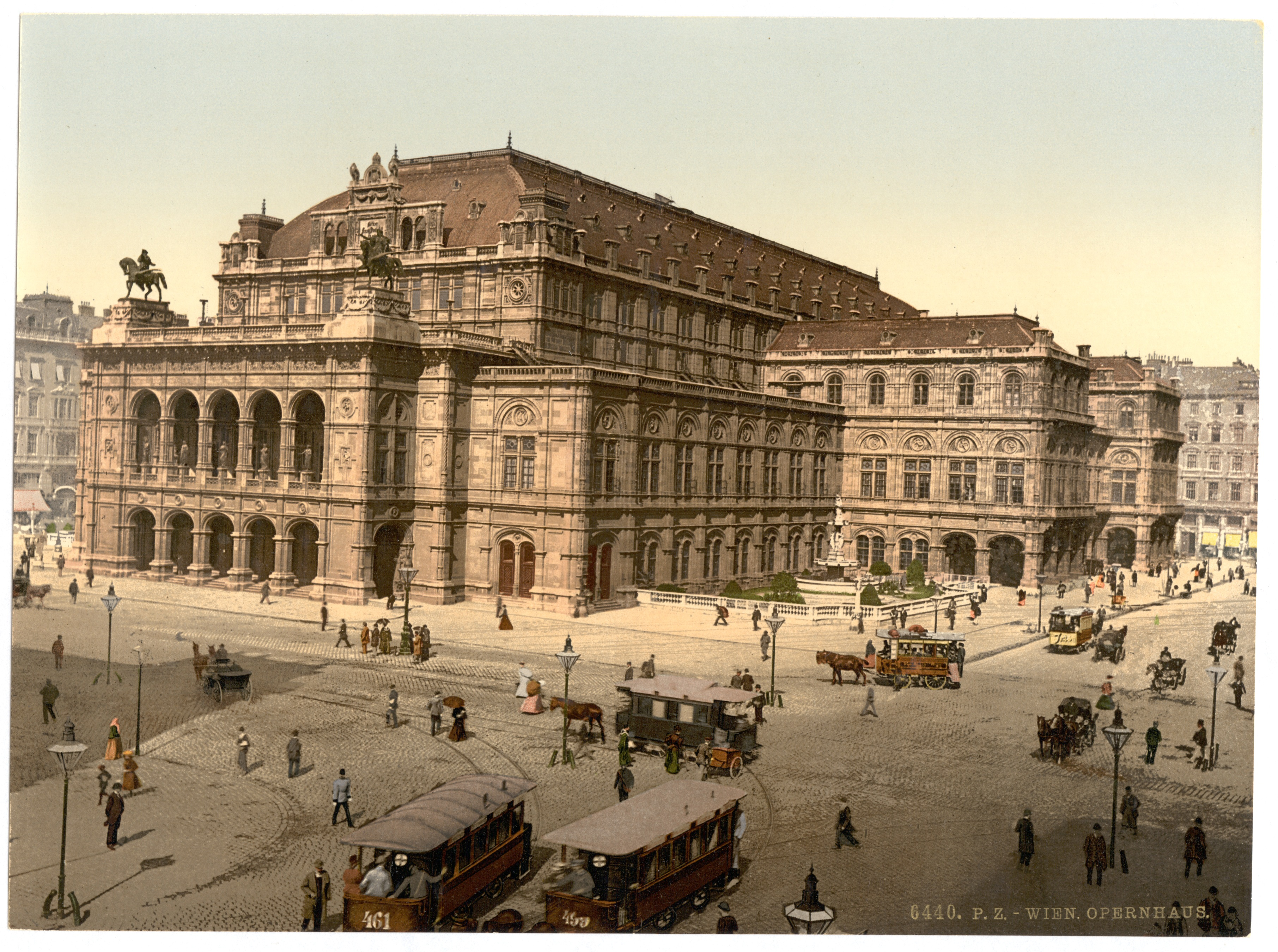
Ansicht vom Opernring, Fotochromdruck, um 1900

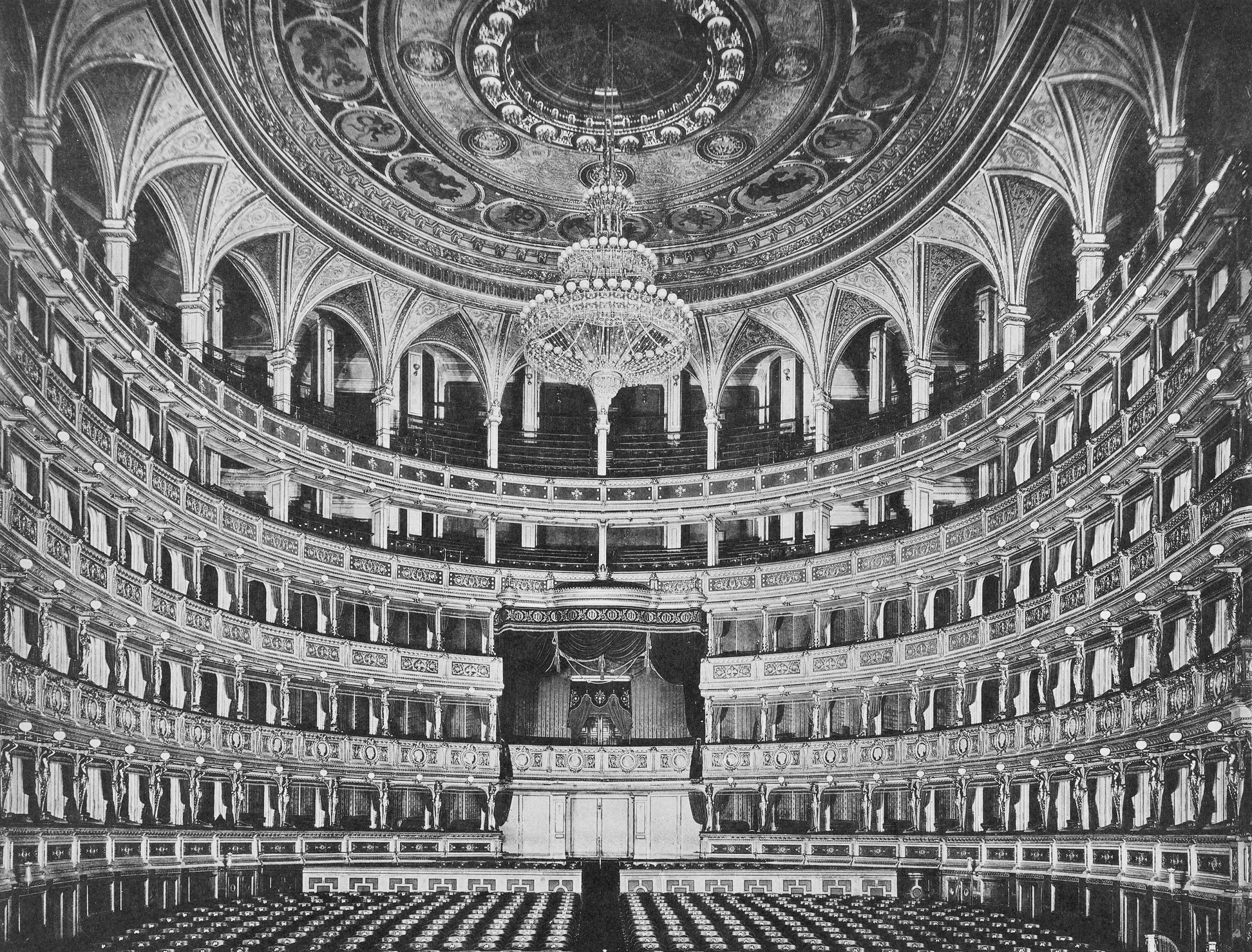
Ansicht des Zuschauerraums von 1869

Das neue Gebäude der Hofoper wurde als erstes aus dem Wiener Stadterweiterungsfonds bestrittenes Monumentalgebäude der Ringstraße im Jahr 1860 ausgeschrieben. An dem Architektenwettbewerb beteiligten sich zahlreiche Architekten, unter anderem auch der in Deutschland mit Kulturbauten erfolgreiche Alfred Messel. Bereits Ende 1861 begann der Bau nach Plänen der Architekten August Sicard von Sicardsburg und Eduard van der Nüll im Stil der Neorenaissance, konkret nach dem Vorbild der Basilica Palladiana in Vicenza. Er dauerte insgesamt acht Jahre und wurde von Josef Hlávka, einem der prominentesten Bauunternehmer der Wiener Ringstraßenzeit, realisiert.
Das Innenministerium holte mehrere Gutachten „über das Vorhandensein geeigneter Baustoffe“ ein. Das Ergebnis waren die seit langem in Wien üblichen Steine: Der Wöllersdorfer Stein war für Sockel und freistehende, einfach gegliederte Stützen, der harte Kaiserstein (Leithakalk) aus dem Kaisersteinbruch – in seiner Farbe besser zum Kelheimer Kalkstein passend – für reicher gegliederte Teile vorgesehen. Daneben sollte der etwas grobkörnigere mittelharte Kaiserstein zum Einsatz kommen. Joiser Stein war vor allem dort zu verwenden, wo man den sehr teuren Kaiserstein nicht wählen wollte. Als Hauptstein des Opernhauses war der Kelheimer Kalkstein geplant, war in den erforderlichen Mengen aber nicht lieferbar; daneben konnte der Breitenbrunner Stein besonders empfohlen werden. Es wurde entschieden, dass die gesamte Außenhaut des Monumentalbauwerks ausnahmslos in Naturstein auszuführen sei. Durch den großen Bedarf kam der Sóskúter Stein hinzu, dieser wurde in Budapest viel verwendet, da seine Lagerstätte südwestlich der Stadt liegt. Für die Steinmetzarbeiten waren drei Wiener Unternehmen zuständig, Eduard Hauser, Anton Wasserburger und Moritz Pranter.
Die Grundsteinlegung durch Handelsminister Matthias Constantin Capello von Wickenburg erfolgte am 20. Mai 1863. 1869 war das Bauwerk fertiggestellt. Die Eröffnung erfolgte am 25. Mai 1869 in Anwesenheit von Kaiser Franz Joseph I. mit der Oper Don Juan von Mozart.
Die Spiegelstufen der Feststiege bestehen aus dem glattpoliertem, hartem Kaiserstein der Firma Amelin in Kaisersteinbruch. Das ist insofern bemerkenswert, als die Innenräume mit verschiedensten Marmor-Sorten ausgestattet wurden.
Das Gebäude wurde von der Öffentlichkeit nicht sehr geschätzt. Einerseits konnte es gegenüber dem riesigen Heinrichshof, einem privaten Zinshaus (im Zweiten Weltkrieg zerstört und 1955 durch den Opernringhof ersetzt), keine rechte monumentale Wirkung entfalten. Andererseits wurde das Opernhaus, nachdem das Ringstraßenniveau vor der Oper nach Baubeginn um einen Meter gehoben wurde, als „versunkene Kiste“ und – in Analogie zum militärischen Desaster von 1866 – „Königgrätz der Baukunst“ heftig kritisiert. Van der Nüll beging Suizid und knappe zehn Wochen später erlag Sicardsburg einem Herzinfarkt; somit erlebte keiner der beiden Architekten die Fertigstellung.
Am Ende des Zweiten Weltkrieges geriet die Oper nach US-amerikanischen Bombardements in Brand. Der Vorbau mit der Zufahrtsarkade, der Eingangshalle, dem Stiegenaufgang, sowie der darüber befindlichen Loggia, dem Schwind-Foyer (mit Freskoausstattung von Moritz von Schwind) und dem Vestibül, blieb von Bombentreffern verschont und damit im ursprünglichen Stil des Historismus erhalten. Erhalten blieb auch der Hof-Logensalon, der vom Kaiser verwendet worden war. Die Zuschauerränge und der Bühnenbereich wurden ein Raub der Flammen.
Lange Zeit gab es Diskussionen, ob die Oper wieder ihren ursprünglichen Zustand zurückerhalten sollte oder geschleift und an gleicher Stelle oder an einem anderen Ort neu aufgebaut werden solle. Schließlich setzte sich die Idee des Wiederaufbaus durch. Maßgeblich beteiligt waren die damaligen Wiederaufbauminister Ernst Kolb und Udo Illig. Eine politische Entscheidung traf Leopold Figl 1946 mit dem Ziel, 1949 die Wiener Oper bespielbar wiedereröffnen zu können. Ein Architektenwettbewerb wurde ausgeschrieben, den Erich Boltenstern gewann. Die eingereichten Vorschläge reichten von einer völligen Neugestaltung des Zuschauerraums bis zu einer Wiederherstellung nach den Originalplänen. Boltenstern entschied sich für eine Wiederherstellung mit gleichzeitiger Modernisierung der Formensprache im Geiste der 1950er-Jahre. Um eine gute Akustik zu erreichen, wurde – unter anderem auf Anregung von Arturo Toscanini – vor allem Holz verwendet. Außerdem erhielt das Parterre weniger Sitzplätze und der zuvor mit Säulen ausgestattete vierte Rang wurde offen gestaltet. Egon Seefehlner empfahl Heinrich Keilholz, der die Akustik wesentlich verbesserte. Am Wettbewerb zur Neugestaltung des Eisernen Vorhangs waren mehrere Künstler beteiligt, so auch Marc Chagall. Ausgeführt wurde er aber von Rudolf Hermann Eisenmenger.

### Oper bis 1938
Am 25. Mai 1869 wurde die Eröffnung in Anwesenheit von Kaiser Franz Joseph und Kaiserin Elisabeth mit einer Premiere von Don Giovanni (in der deutschen Fassung als Don Juan) von Mozart gefeiert. Erster Direktor war Franz von Dingelstedt, dessen prunkvolle Bühnengestaltung beim Publikum sehr beliebt war. Sein Nachfolger Johann von Herbeck übernahm bis 1875 die Leitung und war gleichzeitig Kapellmeister. Unter Franz von Jauner kam es zur ersten Aufführung von Richard Wagners Der Ring des Nibelungen außerhalb von Bayreuth. Die geschäftlichen Misserfolge führten 1880 trotz seiner künstlerischen Verdienste zu seiner Entlassung. Die längste Direktion hatte Wilhelm Jahn inne, der das Operntheater von 1880 bis 1897 leitete. Er etablierte zahlreiche Opern als festes Repertoire, gewann die führenden Dirigenten und Sänger seiner Zeit und entdeckte und förderte den musikalischen Nachwuchs. Bis auf Parsifal, dessen Aufführung Bayreuth vorbehalten war, führte er alle Wagner-Opern in Wien auf, ohne auf Gastkünstler zurückgreifen zu müssen. Als sein Nachfolger wurde Gustav Mahler 1897 an das Operntheater berufen. In seiner zehnjährigen Direktionszeit erlebte die Oper eine Blütezeit. Obwohl er kaum Uraufführungen programmierte, entwickelte sich das Operntheater unter Mahler zu einem der weltweit führenden Opernhäuser. Mahler stand für höchste Qualitätsansprüche, reformierte die Oper und vereinte in seiner Person den Dirigenten und Opernregisseur.
Trotz der Kriegsjahre kam es in der Direktionszeit von Hans Gregor zu bedeutenden Erstaufführungen wie von Richard Strauss’ Der Rosenkavalier, Wagners Parsifal und Franz Schmidts Notre Dame. Franz Schalk war von 1918 bis 1929 Direktor und teilte diesen Posten mit Richard Strauss in den Jahren von 1919 bis 1924, die als weitere Glanzzeit des Wiener Operntheaters gelten. Die Uraufführung von Strauss’ Die Frau ohne Schatten zählt zu den Höhepunkten dieser Zeit. Ernst Krenek komponierte 1930 bis 1933 seine Zwölfton-Oper Karl V. für das Hoftheater, deren Uraufführung 1934 aber aus politischen Gründen untersagt wurde. Dieses Werk wurde erstmals 1984 an der Staatsoper aufgeführt. Hingegen wurde Franz Lehárs „musikalische Komödie“ Giuditta hier uraufgeführt.

### Oper in der Zeit von 1938 bis 1945
Nach dem „Anschluss“ Österreichs besuchte Adolf Hitler die Staatsoper am 19. Juni und am 27. Oktober 1938. In der Zeit des Nationalsozialismus kam es zum Abgang, zu Verfolgungen und Ermordungen von Künstlern und Angestellten. Für etliche Werke gab es ein Aufführungsverbot. Direktor Erwin Kerber setzte sich bis Ende 1940 vereinzelt für jüdische Künstler ein, kooperierte aber mit den neuen Machthabern.
Am 30. Juni 1944 fand die letzte Vorstellung vor der Sommerpause statt; es sollte die letzte Aufführung im alten Gebäude der Wiener Staatsoper überhaupt werden. Hans Knappertsbusch, der schon die erste Vorstellung nach dem Anschluss Österreichs im Jahr 1938 dirigiert hatte, stand auch diesmal am Pult. Auf dem Programm stand Wagners Götterdämmerung. Die letzte Regieanweisung dieser Oper lautet: „Helle Flammen scheinen in dem Saal der Götter aufzuschlagen. Als die Götter von den Flammen gänzlich verhüllt sind, fällt der Vorhang.“
Mit 1. September 1944 verfügte Joseph Goebbels im Zuge des totalen Kriegseinsatzes der Kulturschaffenden die Schließung aller Theater des Deutschen Reiches. Am 12. März 1945 wurde das Haus bei einem Bombenangriff zerstört.

### Oper nach 1945

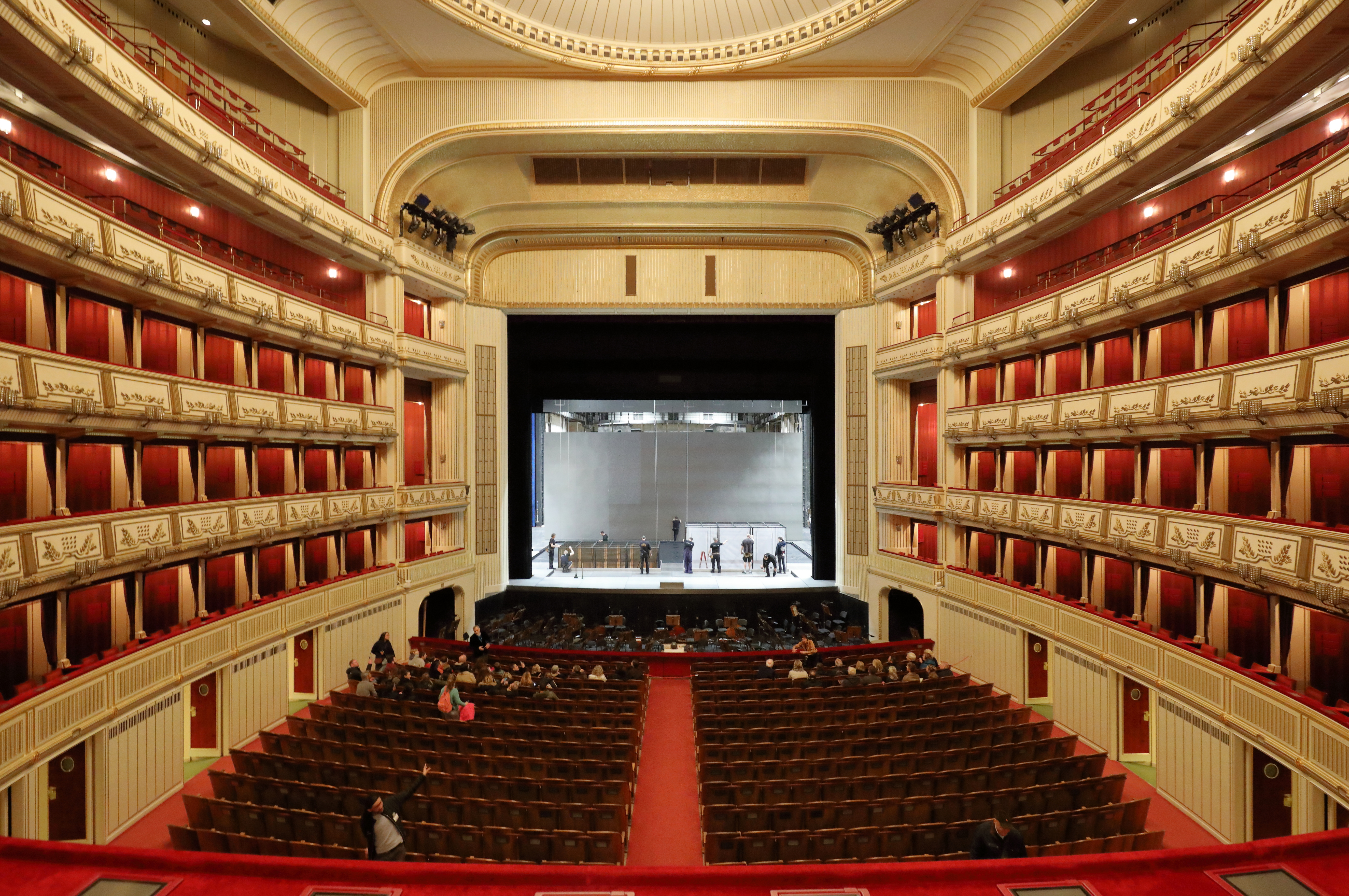
Bühne der Staatsoper mit Orchestergraben

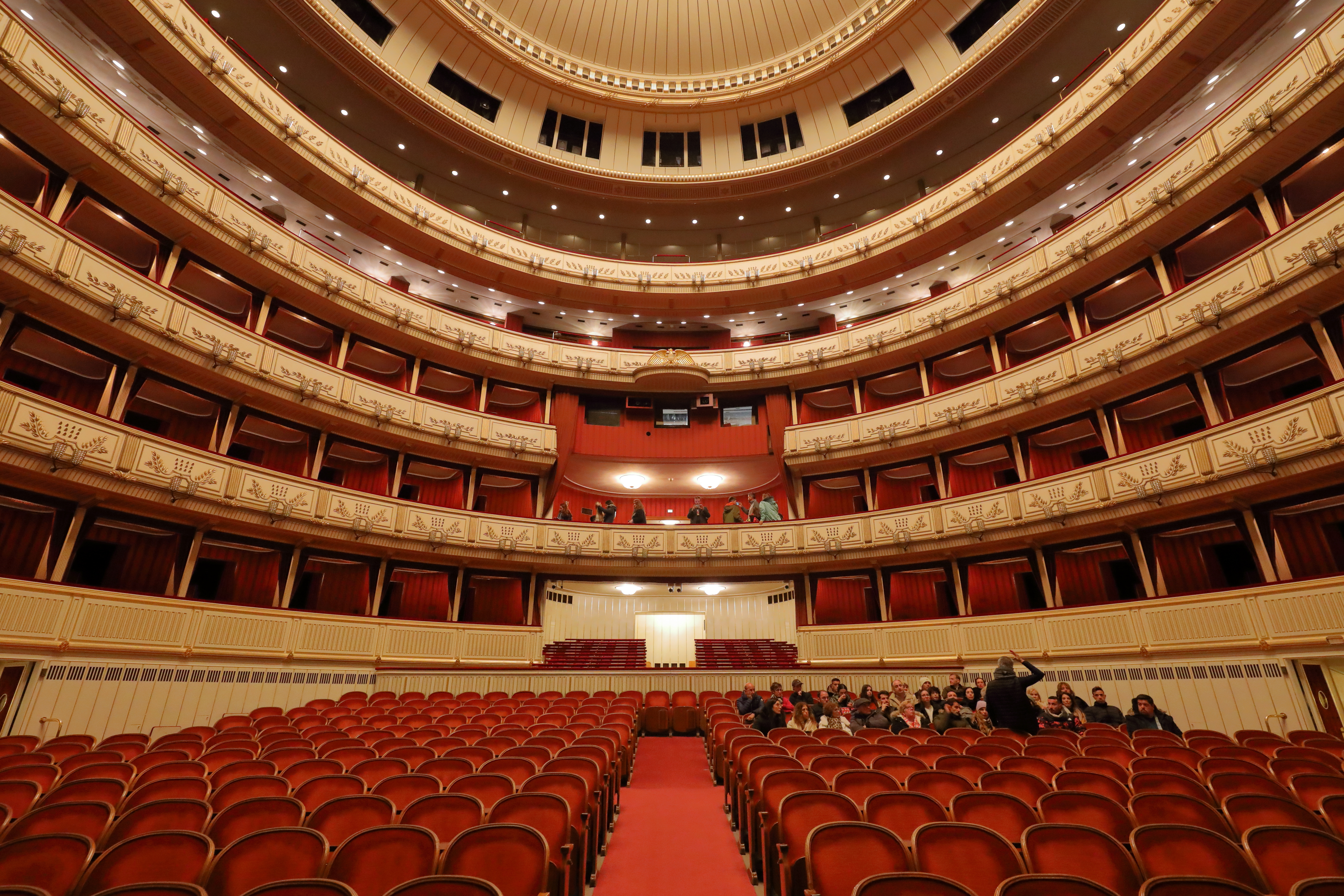
Innenansicht, Auditorium

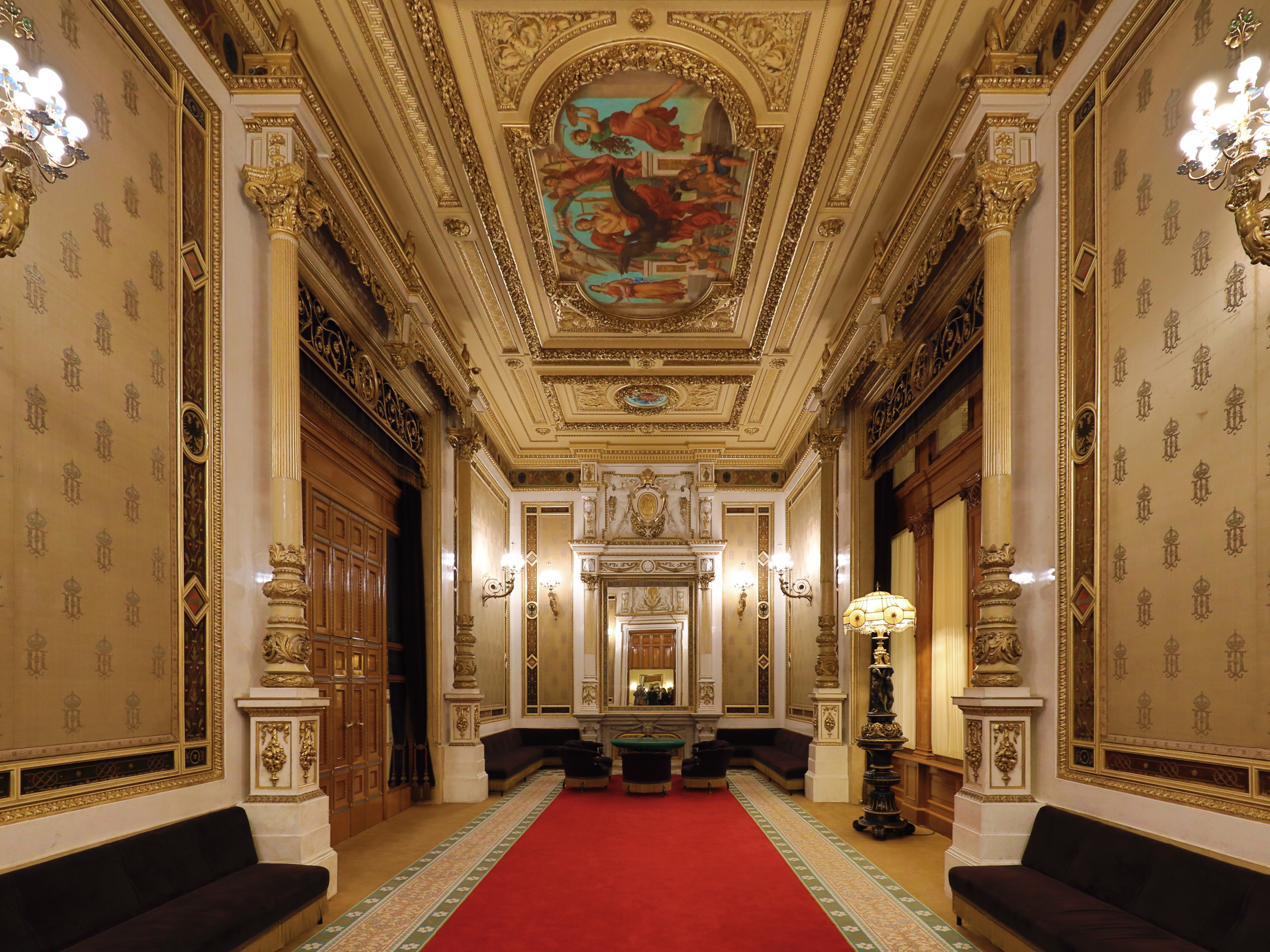
Teesalon, früher Hoffestlogensalon

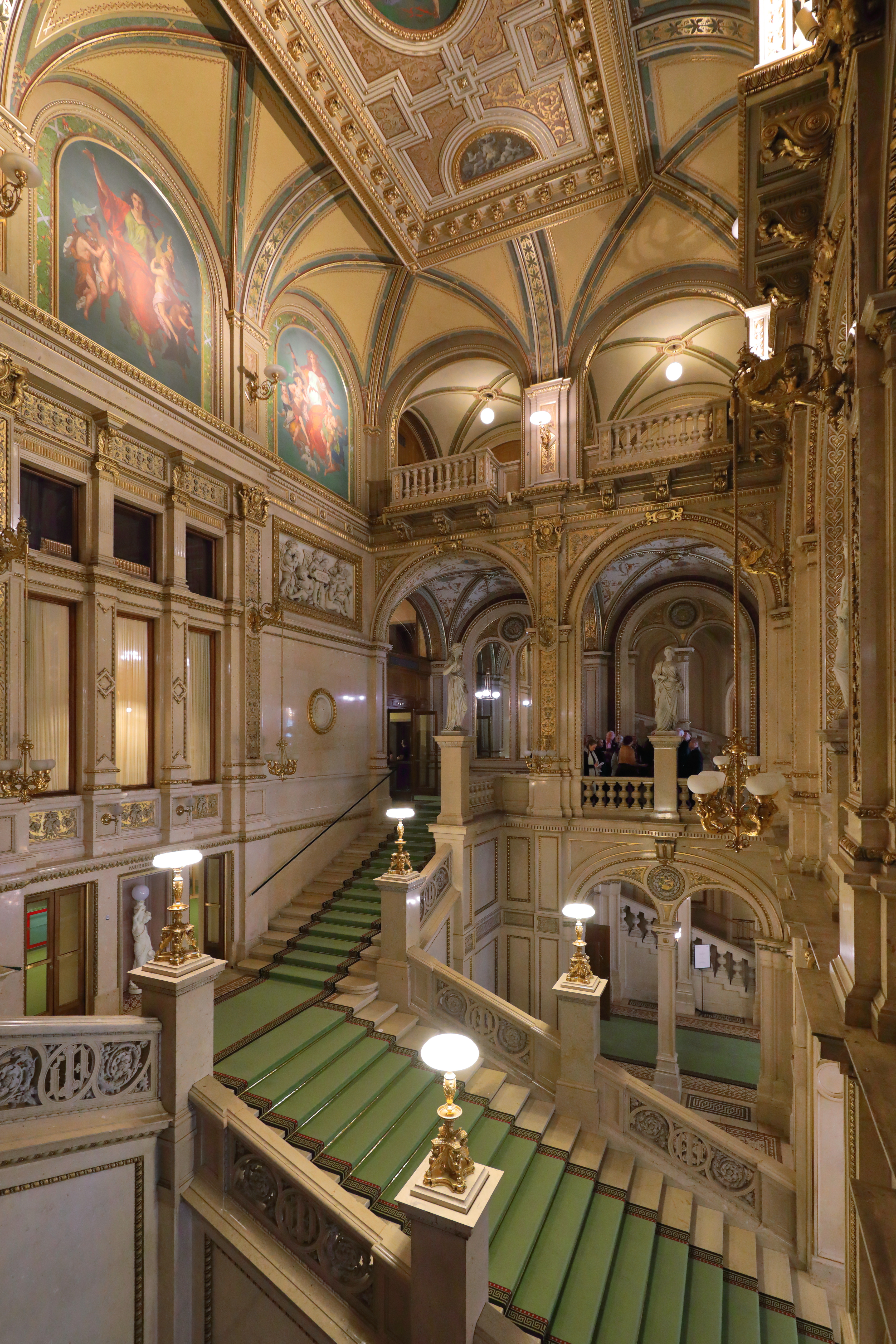
Das berühmte Stiegenhaus des Opernhauses, Treffpunkt während des Opernballs

Nach Ende des Zweiten Weltkrieges führte das Opernensemble, das vorerst in die Wiener Volksoper auswich, die Proben und Aufführungen in dem seit längerer Zeit geschlossenen Theater an der Wien durch, wo bereits am 1. Mai 1945 – als nach der Befreiung von der nationalsozialistischen Herrschaft auch die Republik Österreich wieder existierte – die ersten Vorstellungen gegeben wurden.
Nach 1945 bildete sich das Wiener Mozart-Ensemble heraus, das weltweit Gastspiele absolvierte und für seine besondere Gesangs- und Spielkultur gerühmt wurde. Sein Gründer und Mentor war der österreichische Dirigent Josef Krips, der aufgrund seiner jüdischen Herkunft die Zeit des Nationalsozialismus nur durch glücklichen Zufall und Hilfe von Kollegen überlebt hatte. Sofort nach 1945 begann er die Wiederaufbauarbeit an der Staatsoper und konnte seine ästhetischen Prinzipien durchsetzen. Dazu zählte die Abkehr vom romantischen Mozart-Ideal mit voluminösem Orchesterklang. Stattdessen kamen wieder kammermusikalische Qualitäten zum Tragen sowie ein durchsichtiger, leichter Klang, der später für typisch wienerisch gehalten wurde. Wesentliche Sänger waren Anton Dermota, Erich Kunz, Elisabeth Schwarzkopf, Wilma Lipp u. a. m.
1947 gastierte das Mozart-Ensemble an der Covent Garden Oper in London mit Mozarts Don Giovanni. Dort sang der vor den Nationalsozialisten geflüchtete Richard Tauber drei Monate vor seinem Tod noch einmal den Don Ottavio. Nachträglich wurde bekannt, dass er nur noch mit einer halben Lunge gesungen hatte, um sich den Traum zu erfüllen, noch einmal mit der Staatsoper Mozart aufzuführen.
Viele andere Künstler wurden mit dem Mozart-Ensemble in Verbindung gebracht, z. B. Karl Böhm, doch haben sie eine eher periphere Rolle darin gespielt, indem sie die Arbeit anderer lediglich fortführten. Für Krips war dies der Anfang seiner Weltkarriere, die ihn an die wichtigsten Opernhäuser der Welt brachte. Bis zu seinem Tod 1974 galt er als einer der wichtigsten Maestri der Staatsoper.
Aufgrund der desolaten Zustände am Theater an der Wien versuchte die damalige Opernleitung, finanzielle Mittel zu gewinnen. Dabei kamen viele Spenden von Privatpersonen. Aber auch die Sowjets zeigten großes Interesse am Wiederaufbau der Oper und spendeten Baumaterial. Doch 1949 war gerade ein Notdach über der Oper errichtet, der Wiederaufbau dauerte noch an. Erst am 5. November 1955, also nach dem Staatsvertrag, konnte die Staatsoper mit Fidelio von Ludwig van Beethoven unter der Leitung von Karl Böhm neu eröffnet werden. Als Besucher war auch der damalige amerikanische Außenminister John F. Dulles zugegen. Auch der ORF nutzte die Eröffnung für eine seiner ersten Liveübertragungen zu einer Zeit, in der es erst etwa 800 Fernseher in ganz Österreich gab.
Das bis zur Eröffnung zusammengehaltene Ensemble zerfiel in den kommenden Jahren zusehends und ein internationales Ensemble bildete sich neu. Die Wiener Staatsoper hat ein Repertoiresystem, in dem alljährlich über 50 Produktionen auf dem Spielplan stehen. Daher kann das Haus zehn Monate im Jahr nahezu täglich mit Opern bespielt werden.
Herbert von Karajan führte in seiner Direktionszeit das Prinzip ein, Opern ausschließlich in der Originalsprache aufzuführen. Außerdem hob er das bis dahin gültige Ensembleprinzip mit lediglich vereinzelten Gastsängern auf und begann damit, die international besten Sänger an die Staatsoper zu engagieren, wobei zumeist nur die kleineren Partien aus dem Ensemble besetzt wurden. Mit der Mailänder Scala begann damals eine Zusammenarbeit, die sich auf Produktionen ebenso bezog wie auf die Besetzungen. Die wichtigsten Mitglieder der Wiener Staatsoper traten nun auch in Mailand auf, vor allem bei Werken von Wolfgang Amadeus Mozart und Richard Strauss.
Die Wiener Staatsoper gilt als eines der führenden Opernhäuser der Welt. Sowohl sein Orchester wie auch der Chor verselbstständigten sich inzwischen für Auftritte außerhalb der Oper in die Wiener Philharmoniker sowie die Konzertvereinigung Wiener Staatsopernchor. Während der Direktion von Dominique Meyer regte sich zunehmend Kritik, vor allem daran, dass in einer Spielzeit das jüngste Werk des Spielplans über 70 Jahre alt war. Der Staatsoperndirektor antwortete darauf mit einer Reihe von zeitgenössischen Premieren (darunter The Tempest von Thomas Adès im Juni 2015 und Tri Sestri von Péter Eötvös im März 2016), sowie mit einem Kompositionsauftrag an Olga Neuwirth für die Vertonung von Virginia Woolfs Orlando, der am 8. Dezember 2019 an der Staatsoper uraufgeführt wurde. Am 20. Oktober 2019 wurde der Oper der Europäische Kulturpreis Taurus verliehen.

#### Staatsakt zur Hundertjahrfeier der Republik
Am 12. November 2018 war die Staatsoper Schauplatz des Staatsaktes zur Hundertjahrfeier der Republik Österreich. Sie wurde deshalb ausgewählt, weil das Parlament (in dessen Sitzungssaal des ehemaligen Abgeordnetenhauses Staatsakte üblicherweise stattfinden) zu diesem Zeitpunkt renoviert wurde. Das Programm umfasste neben Ansprachen des Bundespräsidenten (Alexander Van der Bellen), des Bundeskanzlers (Sebastian Kurz), des Vizekanzlers (Heinz-Christian Strache), des Nationalratspräsidenten (Wolfgang Sobotka) und des Vorsitzenden der Landeshauptleutekonferenz (Hans Niessl) auch eine Festrede der kärntner-slowenischen Schriftstellerin Maja Haderlap, Filmdokumentationen des ORF sowie drei von den Wiener Philharmonikern gespielte Musikstücke:
- das Adagietto aus der 5. Symphonie von Gustav Mahler, dirigiert von Ádám Fischer;
- der zweite Satz der 2. Symphonie von Johanna Doderer, mit Ádám Fischer und Margaret Plummer (Mezzosopran);
- ein Auszug aus dem vierten Satz der 9. Symphonie von Ludwig van Beethoven mit Ádám Fischer, dem Staatsopernchor, Olga Bezsmertna (Sopran), Margaret Plummer, Benjamin Bruns (Tenor) und Peter Kellner (Bass).

### Gesangsauftritte
Die von Karajan eingeführten Starbesetzungen herrschen bis heute an der Staatsoper vor. Große Künstler sind hier aufgetreten, Sängerinnen von Maria Callas bis Jessye Norman sowie die Schwestern Anny und Hilde Konetzni, Mimi Coertse, Martha Mödl, Christa Ludwig, Renata Tebaldi, Leonie Rysanek sowie von Agnes Baltsa bis Anna Netrebko und Angelika Kirchschlager oder Angela Gheorghiu, Sänger von Giuseppe Di Stefano, Giacomo Aragall bis Luciano Pavarotti sowie Juan Diego Flórez, von Ettore Bastianini sowie Eberhard Waechter bis Bryn Terfel und Thomas Hampson, von Theo Adam über Martti Talvela und Nikolaj Gjaurow oder Cesare Siepi bis zu Matti Salminen und Ruggero Raimondi oder Ferruccio Furlanetto. Plácido Domingo feierte im Mai 2007 hier sein 40-jähriges Bühnenjubiläum. Edita Gruberová tat es ihm im September 2008 gleich.

### Dirigenten
Unter den Dirigenten seit der Wiedereröffnung des Hauses am Ring 1955 finden sich – abgesehen von den dirigierenden (Musik-)Direktoren Herbert von Karajan, Karl Böhm, Lorin Maazel, Claudio Abbado, Seiji Ozawa und Franz Welser-Möst – z. B. Kurt Herbert Adler, Erich Kleiber, Ernest Ansermet, Hans Knappertsbusch, Hans Swarowsky, Rafael Kubelík, Rudolf Moralt, Fritz Reiner, Antal Doráti, Gianandrea Gavazzeni, Antonino Votto, Tullio Serafin, Heinrich Hollreiser, Dimitri Mitropoulos, Igor Strawinsky, Paul Hindemith, Michael Gielen, Pierre Monteux, Lovro von Matačić, Robert Stolz, André Cluytens, Silvio Varviso, Leopold Hager, Leonard Bernstein, Carlos Kleiber, Otmar Suitner, Riccardo Muti, Gerd Albrecht, Alberto Zedda, Georg Solti, Riccardo Chailly, Horst Stein, Nello Santi, Francesco Molinari-Pradelli, Erich Leinsdorf, Nikolaus Harnoncourt, Sir Colin Davis, Christoph von Dohnányi, Giuseppe Sinopoli, Arnold Östman, John Eliot Gardiner, Roger Norrington, Christian Thielemann, Daniele Gatti, Marcello Viotti, Alfred Eschwé, Zubin Mehta, Friedrich Haider und Elio Boncompagni.

### Regisseure
Inszenierungen unter anderem von Boleslaw Barlog, Ruth Berghaus, Irina Brooks, Giulio Chazalettes, Giancarlo Del Monaco, Dieter Dorn, August Everding, Piero Faggioni, Jürgen Flimm, Götz Friedrich, Josef Gielen, Karl-Ernst Herrmann, Václav Kašlík, Alfred Kirchner, Harry Kupfer, Uwe Eric Laufenberg, Jorge Lavelli, Robert Lepage, Marco Arturo Marelli, Gian Carlo Menotti, Christine Mielitz, Hans Neuenfels, Tom O’Horgan, Pier Luigi Pizzi, Jean-Pierre Ponnelle, David Pountney, Harold Prince, Luca Ronconi, Ken Russell, Filippo Sanjust, Johannes Schaaf, Otto Schenk, Peter Stein, Giorgio Strehler, István Szabó, Luchino Visconti, Antoine Vitez, Wieland Wagner, Margarete Wallmann, Herbert Wernicke, Peter Wood oder Franco Zeffirelli waren bzw. sind an diesem Opernhaus zu sehen.

## Wagner-Aufführungen
Neben der intensiven Pflege des Mozart-, Verdi- und Richard-Strauss-Repertoires führt die Staatsoper regelmäßig alle zehn Hauptwerke Richard Wagners auf. Die regelmäßigen Ring-Zyklen werden von renommierten Dirigenten wie Sir Simon Rattle, Christian Thielemann, Peter Schneider, Ádám Fischer oder Franz Welser-Möst dirigiert.
- Wiener Premierenbesetzungen des Fliegenden Holländers
- Wiener Premierenbesetzungen von Tristan und Isolde
- Wiener Premierenbesetzungen der Meistersinger von Nürnberg
- Wiener Premierenbesetzungen des Rheingolds
- Wiener Premierenbesetzungen der Walküre
- Wiener Premierenbesetzungen des Siegfried
- Wiener Premierenbesetzungen der Götterdämmerung
- Wiener Premierenbesetzungen des Parsifal

## Ensembles

### Wiener Staatsopernorchester
Das Wiener Staatsopernorchester ist das einzige Orchester von Weltrang, das allabendlich Auftritte zu leisten hat – die dann auch im Repertoirebetrieb zu einem erheblichen Teil von Aushilfen bestritten werden. Seine Bekanntheit erlangt das Orchester vor allem durch seine verselbstständigte Form, die Wiener Philharmoniker. Diese setzen sich aus Mitgliedern des Staatsopernorchesters zusammen und übernehmen klassische Orchesterkonzerte in Wien und auf Gastspielen weltweit. Zusätzlich unterhält die Wiener Staatsoper ein gesondertes Bühnenorchester.

### Chor der Wiener Staatsoper
Der Chor der Wiener Staatsoper beschäftigt 92 professionelle Sänger im festen Engagement. Er bildet neben den hauseigenen Solisten, dem Orchester und Ballett die Bausteine der Oper und führt in einem Jahr an etwa 250 Abenden bis zu über 50 unterschiedliche Werke auf. Seit 1927 tritt der Chor auch außerhalb der Wiener Staatsoper unter dem Namen Konzertvereinigung Wiener Staatsopernchor auf.

### Wiener Staatsballett
Von 1995 bis 2005 war Renato Zanella Ballettdirektor und Chefchoreograf an der Staatsoper. Mit Beginn der Saison 2005/06 wurden die Ballettkompanie der Staatsoper und jene der Volksoper unter die gemeinsame Leitung von Gyula Harangozó gestellt. Von 2010 bis 2020 leitete der ehemalige Danseur Etoile der Pariser Oper, Manuel Legris, die Kompanie, deren Name gleichzeitig in Wiener Staatsballett geändert wurde. Seit 1. September 2020 ist Martin Schläpfer als Direktor und Chefchoreograf des Wiener Staatsballetts und als künstlerischer Leiter der Ballettakademie tätig. Im April 2023 gab Schläpfer bekannt, auf eine Vertragsverlängerung ab der Saison 2025/26 zu verzichten. Zu seiner Nachfolgerin ab dem 1. September 2025 wurde Alessandra Ferri bestellt.
Aktive oder ehemalige Tänzer sind unter anderem Ioanna Avraam, Riki Raab, Elena Bottaro Edeltraud Brexner, Jolantha Seyfried, Kiyoka Hashimoto, Kang Hyo-jung, Masayu Kimoto, Simona Noja, Ketevan Papava, Eva Petters, Karina Sarkissova, Olga Esina, Ljudmila Konowalowa, Michael Birkmeyer, Willy Dirtl, Davide Dato, Rudolf Nurejew, Susanne Kirnbauer, Gregor Hatala, Franz Wilhelm, Karl Musil, Ludwig Musil, Christl Zimmerl, Boris Nebyla, Rebecca Horner, Natascha Mair und Jakob Feyferlik.
Die Ballettschule Wiener Staatsoper ist eine Ausbildungsstätte für klassischen Tanz. 2013 erfolgte die Umbenennung in „Ballettakademie der Wiener Staatsoper“.

## Direktoren

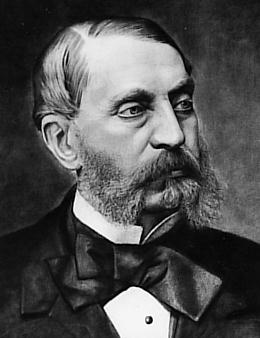
Franz Freiherr von Dingelstedt (1814–1881): Erster Direktor der Wiener Hofoper

- Franz von Dingelstedt (1. Juli 1867 bis 19. Dezember 1870)
- Johann von Herbeck (20. Dezember 1870 bis 30. April 1875)
- Franz von Jauner (1. Mai 1875 bis 19. Juni 1880)
- Karl Mayerhofer, Gustav Walter und Emil Scaria als Regiekollegium (20. Juni 1880 bis 31. Dezember 1880)
- Wilhelm Jahn (1. Jänner 1881 bis 14. Oktober 1897)
- Gustav Mahler (15. Oktober 1897 bis 31. Dezember 1907)
- Felix von Weingartner (1. Amtszeit, 1. Jänner 1908 bis 28. Februar 1911)
- Hans Gregor (1. März 1911 bis 14. November 1918)
- Franz Schalk (15. November 1918 bis 31. Oktober 1924; ab 16. August 1919 gemeinsam mit Richard Strauss)
- Richard Strauss gemeinsam mit Franz Schalk (16. August 1919 bis 31. Oktober 1924)
- Franz Schalk (1. November 1924 bis 31. August 1929)
- Clemens Krauss (1. September 1929 bis 10. Dezember 1934)
- Felix von Weingartner (2. Amtszeit, 1. Jänner 1935 bis 1. September 1936)
- Erwin Kerber (1. September 1936 bis 31. August 1940)
- Heinrich Karl Strohm (1. September 1940 bis 31. Jänner 1941)
- Walter Thomas (1. Februar 1941 bis 31. März 1941)
- Ernst August Schneider (1. April 1941 bis 31. August 1941)
- Lothar Müthel (1. September 1941 bis 31. Dezember 1942)
- Karl Böhm (1. Amtszeit, 1. Jänner 1943 bis 30. Juni 1945)
- Franz Salmhofer (1. Juli 1945 bis 31. August 1954)
- Karl Böhm (2. Amtszeit, 1. September 1954 bis 31. August 1956)
- Herbert von Karajan (1. September 1956 bis 31. August 1964)
- Egon Hilbert (1. September 1964 bis 8. Jänner 1968)
- Heinrich Reif-Gintl (19. Jänner 1968 bis 31. August 1972)
- Rudolf Gamsjäger (1. September 1972 bis 31. August 1976)
- Egon Seefehlner (1. Amtszeit, 1. September 1976 bis 31. August 1982)
- Lorin Maazel (1. September 1982 bis 30. Juni 1984)
- Egon Seefehlner (2. Amtszeit, 1. September 1984 bis 31. August 1986)
- Claus Helmut Drese (1. September 1986 bis 30. Juni 1991); Musikdirektor: Claudio Abbado
- Eberhard Waechter und Ioan Holender (1. September 1991 bis 29. März 1992)
- Ioan Holender (30. März 1992 bis 31. August 2010); Musikdirektor: Seiji Ozawa (2002–2010)
- Dominique Meyer (1. September 2010 bis 30. Juni 2020); Generalmusikdirektor (GMD): Franz Welser-Möst (1. September 2010 bis 5. September 2014)
- Bogdan Roščić, Direktor seit 1. Juli 2020[24], Musikdirektor: Philippe Jordan (ab 1. September 2020)[25]

## Uraufführungen

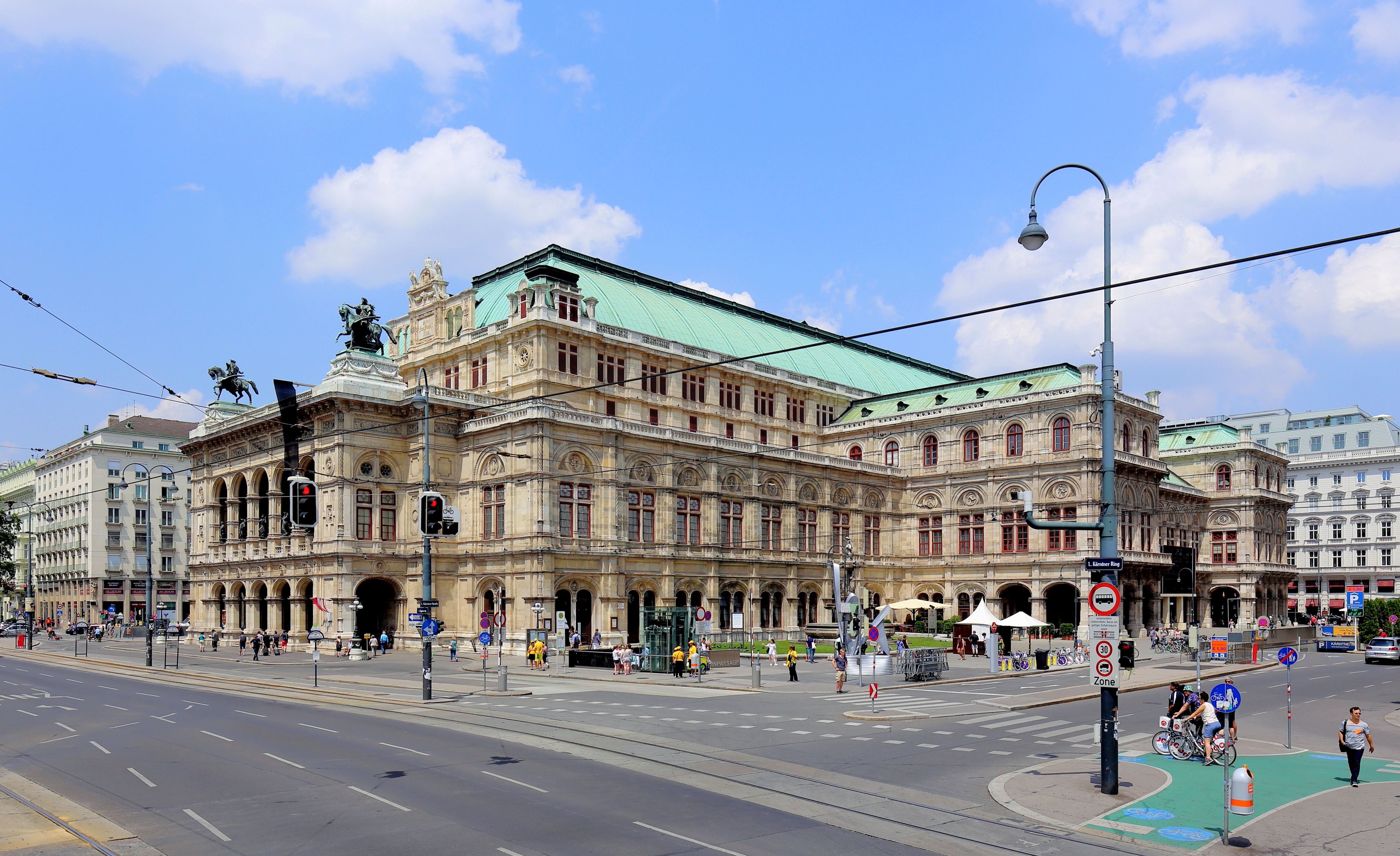
Ansicht vom Kärntner Ring (Südosten)

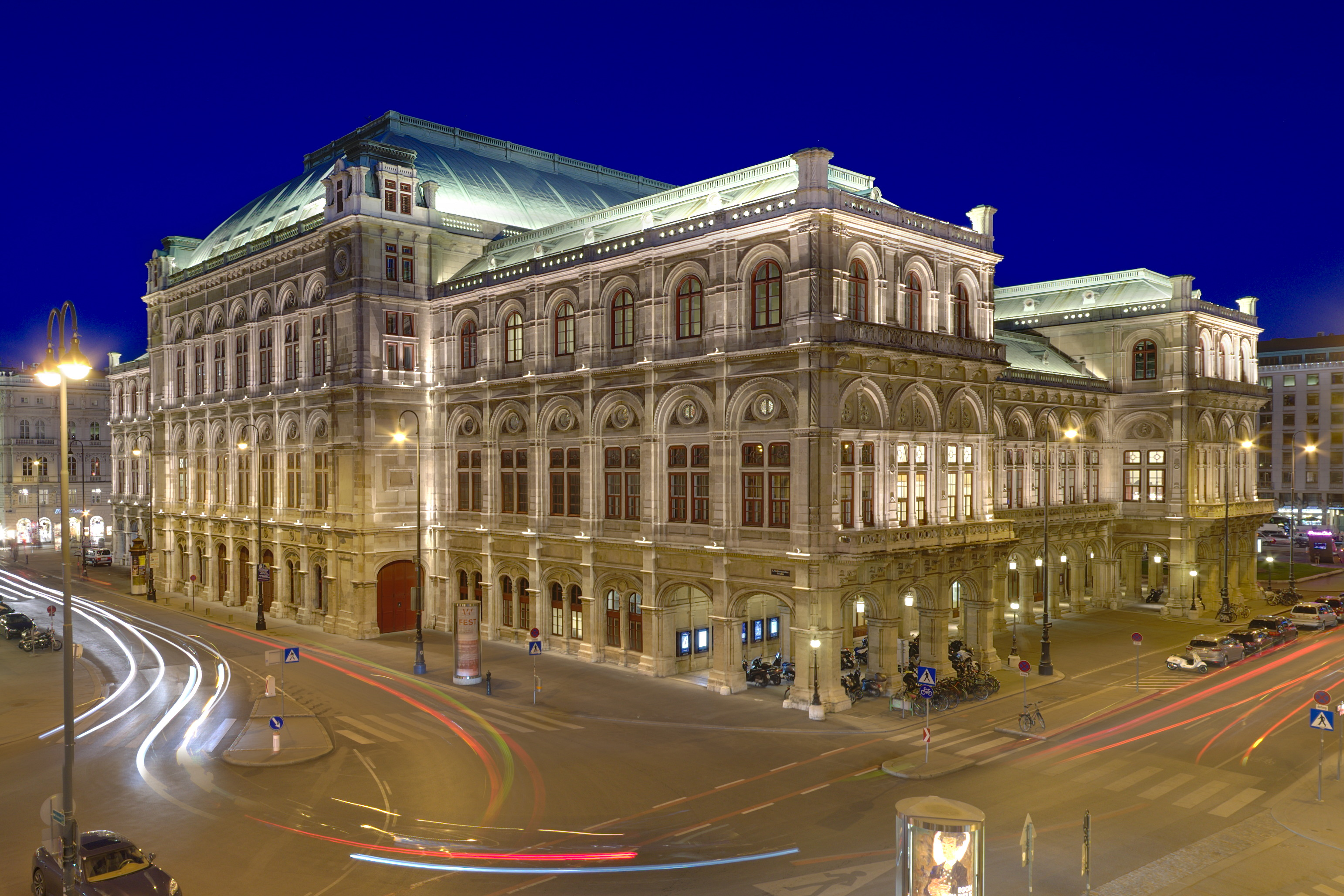
Ansicht vom Albertinaplatz (Nordwesten)

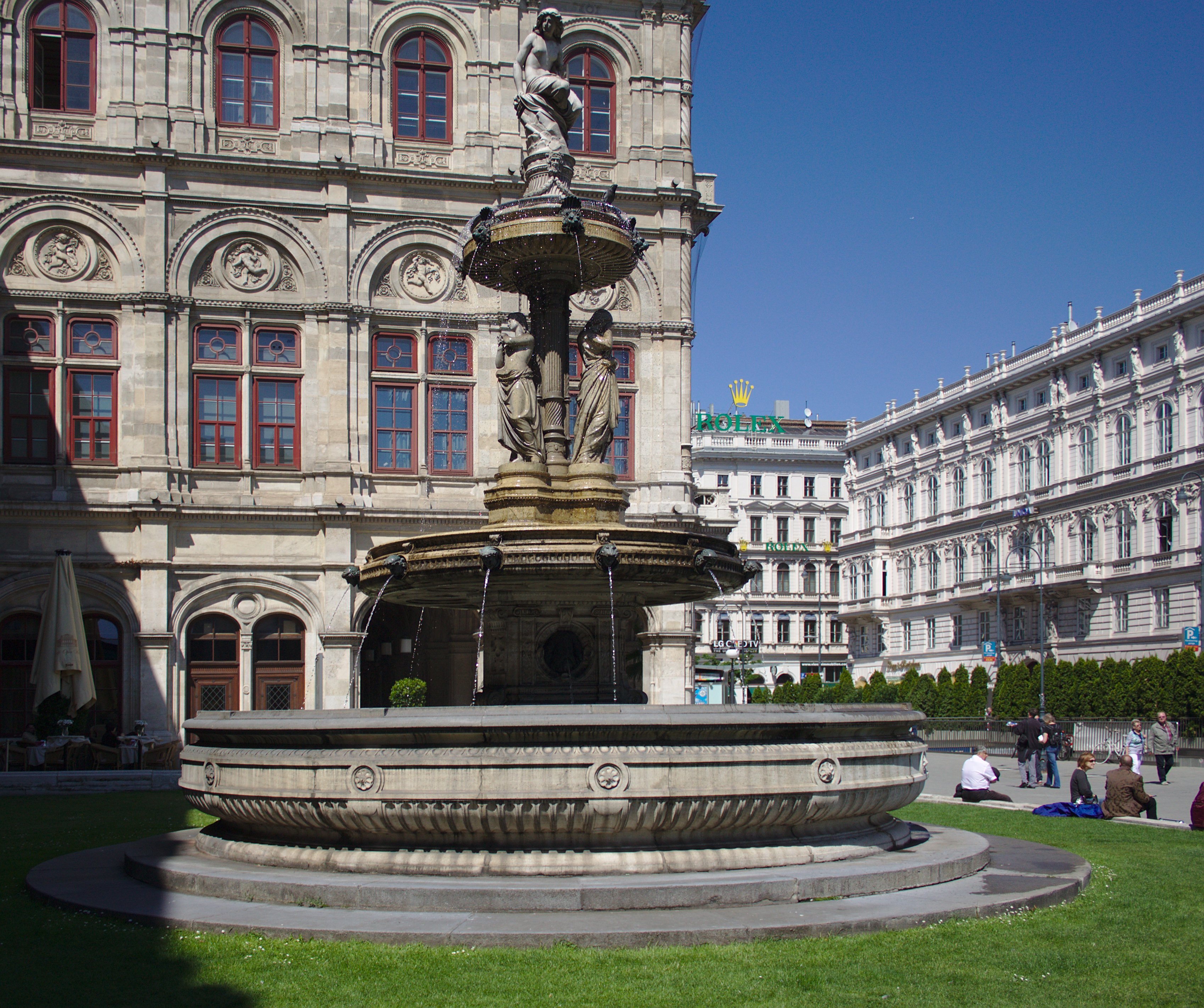
Östlicher Opernbrunnen an der Kärntner Straße

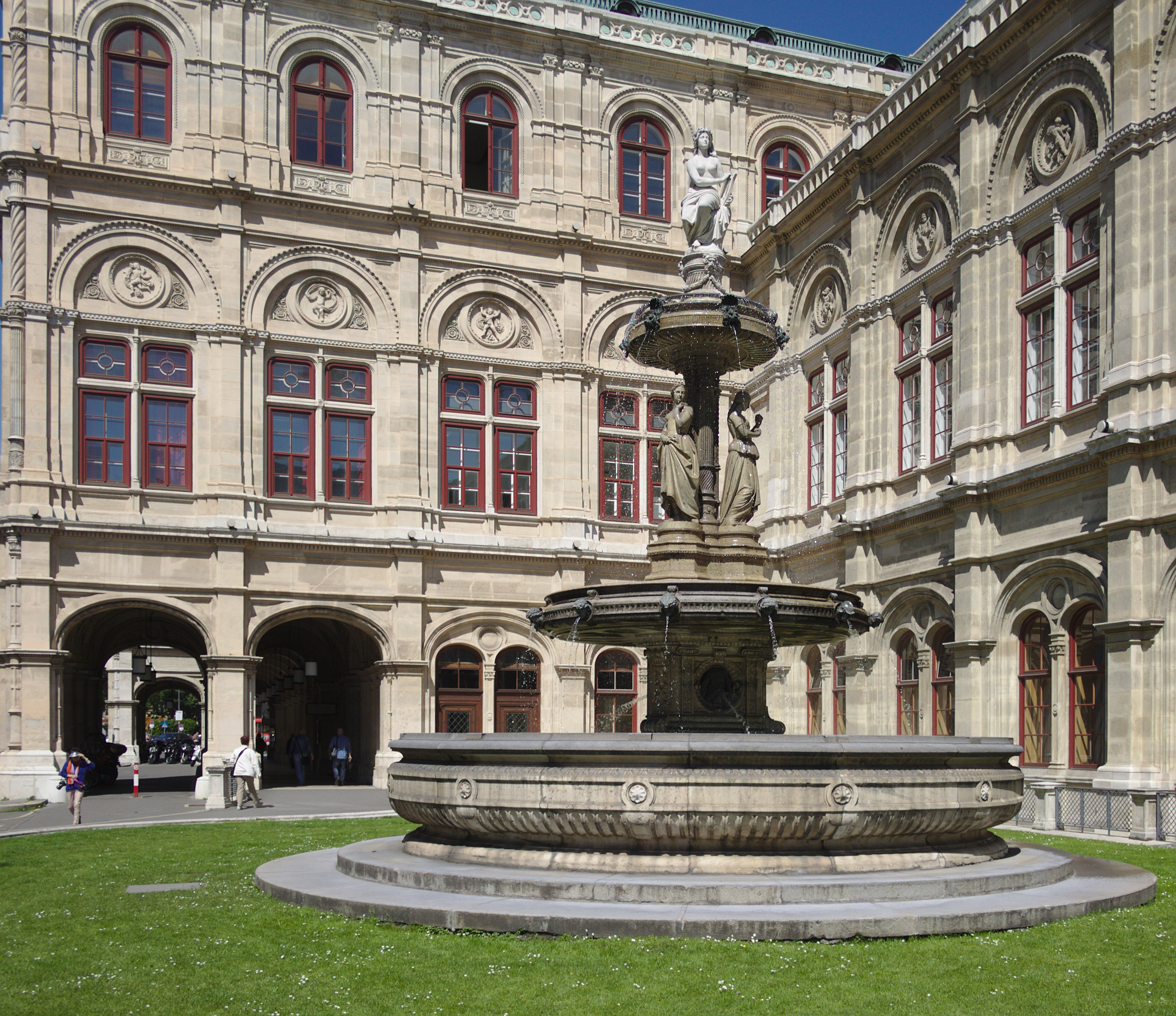
Westlicher Opernbrunnen an der Operngasse

- 30. Dezember 1870: Judith. Libretto: Salomon Hermann Mosenthal. Musik: Franz Doppler
- 10. März 1875: Die Königin von Saba. Libretto: Salomon Hermann Mosenthal. Musik: Karl Goldmark
- 3. April 1886: Merlin. Libretto: Siegfried Lipiner. Musik: Karl Goldmark
- 4. Oktober 1888: Die Puppenfee. Ballett von Joseph Haßreiter und Franz Xaver Gaul. Musik: Josef Bayer
- 1. Jänner 1892: Ritter Pásmán. Libretto: Ludwig von Dóczi (1845–1919) (nach János Arany). Musik: Johann Strauss (Sohn)
- 16. Februar 1892: Werther. Libretto: Edouard Blau, Paul Milliet und Georges Hartmann nach Goethe. Musik: Jules Massenet
- 13. Oktober 1894: Rund um Wien. Ballett von Franz Gaul und Alfred Maria Willner. Musik: Josef Bayer
- 21. März 1896: Das Heimchen am Herd. Libretto: Alfred Maria Willner nach Charles Dickens. Musik: Karl Goldmark
- 22. Jänner 1900: Es war einmal …. Libretto: Maximilian Singer nach Holger Drachmanns gleichnamiger Komödie. Musik: Alexander von Zemlinsky. Dirigent und Regisseur: Gustav Mahler
- 2. Jänner 1908: Ein Wintermärchen. Libretto: Alfred Maria Willner nach Shakespeare. Musik: Karl Goldmark
- 15. März 1913: Das Spielwerk und die Prinzessin. Libretto und Musik: Franz Schreker
- 1. April 1914: Notre Dame. Libretto: Leopold Wilk und Franz Schmidt nach Victor Hugo. Musik: Franz Schmidt
- 4. Oktober 1916: Ariadne auf Naxos (2. Fassung). Libretto: Hugo von Hofmannsthal. Musik: Richard Strauss. Dirigent: Franz Schalk
- 10. Oktober 1919: Die Frau ohne Schatten. Libretto: Hugo von Hofmannsthal. Musik: Richard Strauss. Dirigent: Franz Schalk
- 9. Mai 1924: Schlagobers. Ballett. Musik: Richard Strauss. Dirigent: Richard Strauss. Choreographie: Heinrich Kröller, Bühnenbild und Kostüme: Ada Nigrin
- 23. Februar 1928: Oedipus Rex. Libretto: Jean Cocteau und Jean Daniélou. Musik: Igor Strawinsky. Dirigent: Franz Schalk, Regie: Lothar Wallerstein
- 16. April 1931: Idomeneo von W. A. Mozart in der vollständigen Neubearbeitung von Lothar Wallerstein und Richard Strauss
- 20. Juni 1931: Die Bakchantinnen. Libretto: Egon Wellesz nach Euripides. Musik: Egon Wellesz
- 8. Dezember 1931: Das Veilchen. Libretto und Musik: Julius Bittner, Dirigent: Clemens Krauss
- 20. Jänner 1934: Giuditta. Libretto: Paul Knepler und Fritz Löhner-Beda. Musik: Franz Lehár, Dirigent: Franz Lehár
- 26. Dezember 1935: Dame im Traum. Textdichtung von Ernst Décsey und Gustav Holm. Musik: Franz Salmhofer
- 17. März 1936: Der liebe Augustin. Wiener Barockballett von Margarethe Wallmann. Musik: Alexander Steinbrecher
- 6. Februar 1937: Die Sühne. Libretto vom Komponisten nach Theodor Körner. Musik: Josef Wenzl-Traunfels
- 17. April 1937: Die fremde Frau. Libretto: Friedrich Schreyvogel nach dem gleichnamigen Schauspiel von Alexandre Bisson. Musik: Marco Frank
- 18. November 1937: Wallenstein. Text nach Schillers dramatischem Gedicht von Miloš Kareš, deutsche Übertragung von Max Brod. Musik: Jaromír Weinberger
- 9. März 1938: Iwan Sergejewitsch Tarassenko. Text und Musik: Franz Salmhofer
- 2. Februar 1939: Königsballade. Text: Otto Emmerich Groh. Musik: Rudolf Wille
- 4. April 1941: Johanna Balk. Text: Caspar Neher. Musik: Rudolf Wagner-Régeny
- 18. Dezember 1942: Hansi fliegt zum Negerkral. Musik: Rudolf Kattnigg
- 9. Oktober 1943: Festa Romantica. Ballett von Erika Hanka. Musik: Giuseppe Piccidi
- 29. November 1955: Der Mohr von Venedig. Ballett von Erika Hanka nach Shakespeare. Musik: Boris Blacher
- 17. Juni 1956: Der Sturm. Libretto: nach Shakespeare / Schlegel. Musik: Frank Martin
- 23. Mai 1971: Der Besuch der alten Dame. Libretto: Friedrich Dürrenmatt. Musik: Gottfried von Einem. Dirigent: Horst Stein, Regie: Otto Schenk, Bühnenbild: Günther Schneider-Siemssen
- 17. Dezember 1976: Kabale und Liebe. Libretto: Boris Blacher und Lotte Ingrisch nach Schiller. Musik: Gottfried von Einem. Dirigent: Christoph von Dohnányi, Regie: Otto Schenk, Bühnenbild: Günther Schneider-Siemssen
- 17. Juni 1984: „Alpenglühn“. Ballett von Bernd R. Bienert Libretto: Bernd R. Bienert nach Ingeborg Bachmann Inszenierung, Regie und Choreografie: Bernd R. Bienert Musik: Thomas Pernes Bühnenbild, Licht und Kostüme: Bernd R. Bienert
- 26. Mai 1995: Gesualdo. Libretto: Richard Bletschacher. Musik: Alfred Schnittke. Dirigent: Mstislaw Rostropowitsch. Regie: Cesare Lievi
- 15. Juni 2002: Der Riese vom Steinfeld. Libretto: Peter Turrini. Musik: Friedrich Cerha. Dirigent: Michael Boder, Regie: Jürgen Flimm, Bühnenbild: Erich Wonder, Kostüme: Florence von Gerkan
- 15. April 2007: Die Omama im Apfelbaum. Libretto: Theresia Colloredo nach Mira Lobes und Susi Weigls Kinderbuch. Musik: Elisabeth Naske (Aufführung im Kinderopernzelt)
- 28. Februar 2010: Medea. Libretto und Musik von Aribert Reimann nach Franz Grillparzer. Dirigent: Michael Boder, Regie und Bühnenbild: Marco Arturo Marelli
- 10. Mai 2010: Pünktchen und Anton. Libretto: Thomas Höft nach Erich Kästner. Musik: Iván Eröd. Dirigent: Guillermo García Calvo, Regie: Matthias von Stegmann, Ausstattung: Walter Schütze (Aufführung im Kinderopernzelt)
- 8. Dezember 2018: Die Weiden. Libretto: Durs Grünbein. Musik: Johannes Maria Staud. Dirigent: Ingo Metzmacher, Regie: Andrea Moses
- 8. Dezember 2019: Orlando. Libretto: Catherine Filloux (nach dem gleichnamigen Roman von Virginia Woolf). Musik: Olga Neuwirth. Dirigent: Matthias Pintscher, Regie: Polly Graham
- 21. Dezember 2019: Persinette, Kinderoper basierend auf dem Gebrüder-Grimm-Märchen Rapunzel, Musik: Albin Fries, Dirigent: Guillermo García Calvo, Regie: Matthias von Stegmann[26]

## Sitz- und Stehplätze

Sitzplan und Lage der Stehplätze

Das Opernhaus hat im Zuschauerraum 1.709 Sitz- und 567 Stehplätze, 4 Rollstuhl- und Begleitersitze im Parkett/Parterre, sowie 18 Rollstuhlplätze auf der Galerie.
Direkt vor den Aufführungen sind günstige Stehplatzkarten zu erwerben, die bei Zuschauern jeder Altersgruppe beliebt sind. Diese Stehplätze haben eine legendäre Stammkundschaft, die bei den Aufführungen ihr Missfallen besonders laut und unmissverständlich ausdrückt, aber auch am lautesten einer ihrer Ansicht nach gelungenen Aufführung zustimmt.
Laut Auskunft des Opernhauses befinden sich die besten Plätze in Bezug auf Sicht und Akustik in der Galerie, Mitte, Reihe 2, Platz 36 und 37.

## Opernbetrieb

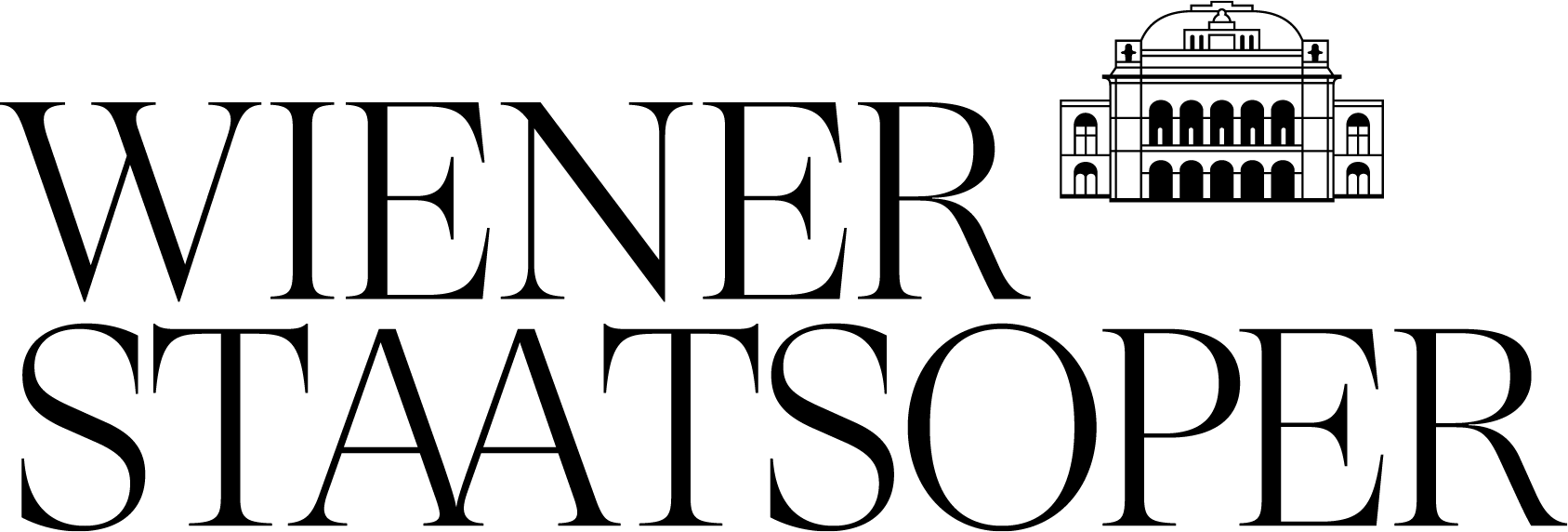
Logo der Wiener Staatsoper (2024)

Seit 1999 firmiert die Wiener Staatsoper als GmbH. Künstlerischer Geschäftsführer und Direktor ist Bogdan Roščić, kaufmännische Geschäftsführerin ist Petra Bohuslav.

## Wissenswertes
Eine Grafik der Wiener Staatsoper ist auf der Rückseite der 1989 ausgegebenen 5000-Schilling-Banknote zu sehen.
Auf dem Dach des Hauses befand sich seit dem Internationalen Jahr der Artenvielfalt 2010 bis 2012 ein Bienenstock. Die Betreuung der rund 60.000 Bienen oblag einem privaten Imker in Zusammenarbeit mit der Plattform Imkerinnen Österreich und den Bienenfreunden. Beflogen wurden blühende Alleebäume (vorwiegend Spitzahorn und Sommerlinde) und Pflanzen der umliegenden Parkanlagen. Eine Webcam übertrug Bilder live ins Internet. Die Stadt ist für Bienen ein durchaus geeigneter Lebensraum und der Honig von einwandfreier Qualität. Der Erlös wurde für „vielfaltleben“-Projekte verwendet. Als der Imker in den Ruhestand ging, wurden die Bienenstöcke in ein Turmzimmer übersiedelt; die Bienenvölker werden dort von Mitarbeitern betreut, die nebenberuflich selbst aktiv Imker sind.
Im Rahmen der Wiener Staatsoper agieren auch Vereinigungen, wie die Freunde der Wiener Staatsoper, der Merker-Verein (Heft), der Merker Online und der Verein Wiener Opernarchiv (vormals RISM-Österreich).
Mit der Ehrenmitgliedschaft ausgezeichnete Künstler finden sich in der Liste der Ehrenmitglieder der Wiener Staatsoper.
Am 23. Juli 2015 war die Weltpremiere des Films Mission: Impossible – Rogue Nation; das Wiener Opernhaus war einer der originalen Filmschauplätze, in dem im Sommer davor gedreht wurde.

### Eiserner Vorhang

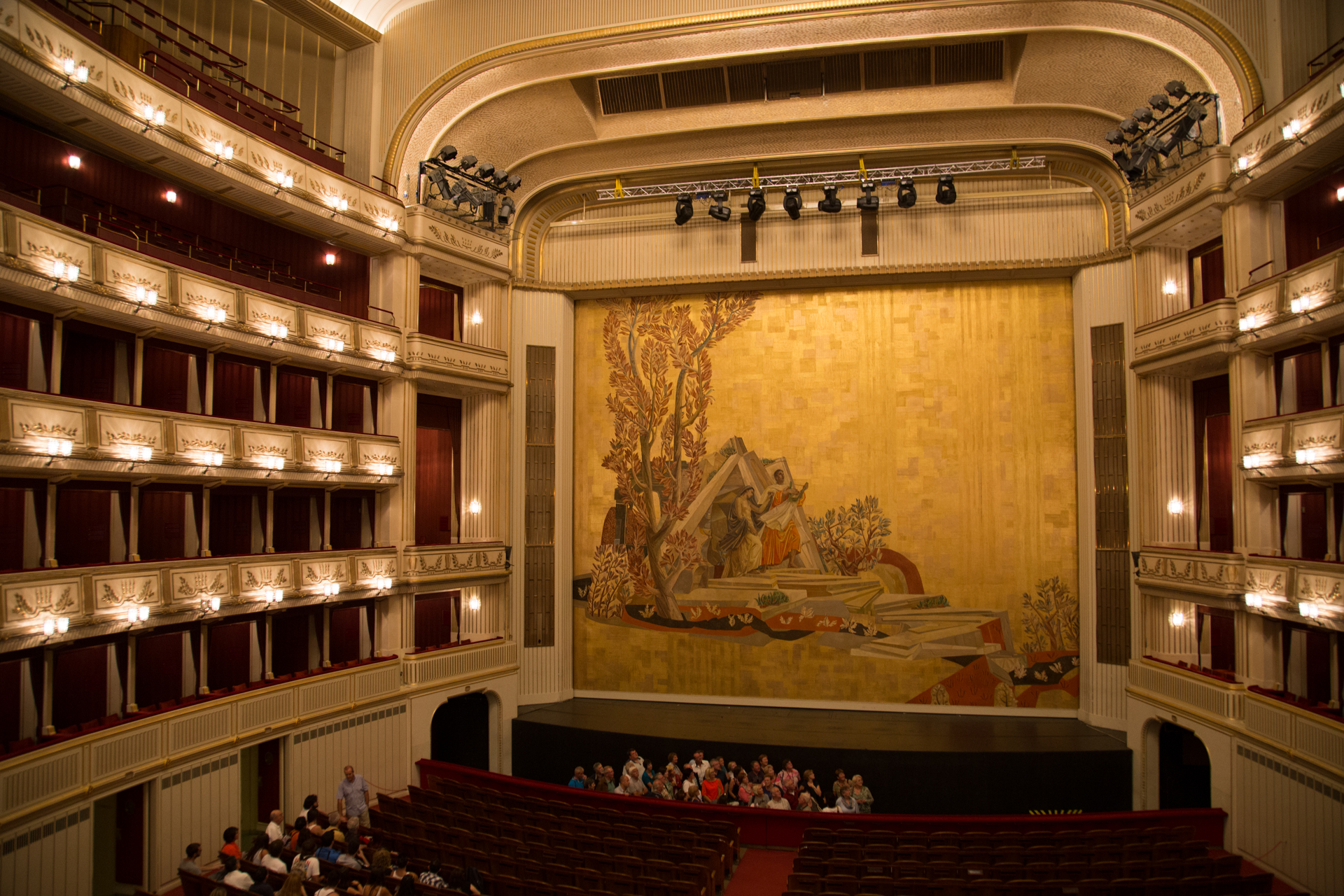
Der Eiserne Vorhang von Eisenmenger

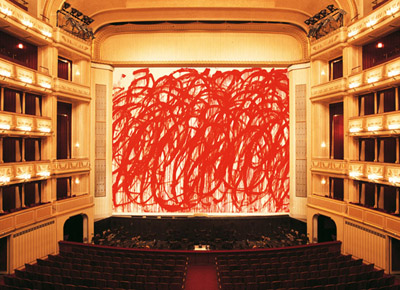
Bacchus von Cy Twombly, Eiserner Vorhang in der Wiener Staatsoper, Saison 2010/2011

Der Eiserne Vorhang zeigt eine Szene aus dem Mythos von Orpheus und Eurydike von Rudolf Hermann Eisenmenger. Zur Gestaltung wurden 1954/55 verschiedene Künstler eingeladen teilzunehmen. 16 österreichische Künstler beteiligten sich mit 78 Entwürfen. Nach dem vierten Bewerbungsdurchgang wurde Eisenmengers Einreichung ausgewählt. Als Harzöl-Mischtechnik-Gemälde auf vergoldeter Leinwand wurde schließlich der von einer Jury ausgewählte Entwurf vom Künstler innerhalb von 4 Monaten selbst auf einer 170 m² Fläche ausgeführt.
Die Finanzierung der künstlerischen Umsetzung erfolgte unter Mithilfe der österreichischen Bevölkerung durch „Spenden von Goldplättchen“. Die Staatsoper galt als Symbol für den Wiederaufbau und die Wiedergeburt Österreichs nach dem Zweiten Weltkrieg. Zeitgleich mit der Unterzeichnung des Österreichischen Staatsvertrages 1955 und dem Beginn der Souveränität der Zweiten Republik wurde auch die Staatsoper wiedereröffnet.
Daneben durfte Rudolf Eisenmenger bereits 1950 54 Kartons als Vorlagen für die Weberei zum großen Tapisserienzyklus „Szenen aus der Zauberflöte“ beisteuern. Die ausgeführten Arbeiten werden seitdem im Gobelinsaal (dem heutigen Gustav Mahler-Saal) präsentiert. Es ist dies mit 171 m² Gestaltungsfläche das Hauptwerk der ehemaligen Manufaktur in der Wiener Hofburg. Eisenmenger war vom Anfang seiner Karriere an der Tapisserie interessiert, die Revitalisierung dieser Kunstgattung im 20. Jahrhundert geht nicht zuletzt auf ihn zurück.
Das „museum in progress“ konzipierte für die Wiener Staatsoper die Ausstellungsreihe „Eiserner Vorhang“, die seit der Saison 1998/1999 die Brandschutzwand zwischen Bühne und Zuschauerraum zu einer Ausstellungsfläche für zeitgenössische Kunst verwandelt. Jedes Jahr wird der Vorhang von international renommierten Künstlern neu gestaltet. Es handelt sich dabei nicht um Übermalungen, sondern um eine technische Übertragung eines künstlerischen Entwurfes auf ein Trägermaterial, mit dem der Eiserne Vorhang lediglich überspannt wird. Jedes Motiv wird zudem als Ansichtskarte publiziert und für Werbezwecke zur freien Entnahme an Informationsständen aufgelegt.
Allerdings wurde schon Dezember 2001 durch eine Unterschriftenaktion, geleitet von der Kunsthistorikerin Maria Missbach, zur „Erhaltung des Eisernen Vorhanges der Wiener Staatsoper als Gesamtkunstwerk für den Wiederaufbau“ rund 22.100 Unterschriften gegen die Übermalung des Opernvorhanges gesammelt.

#### Künstler des Eisernen Vorhangs der Wiener Staatsoper
- 1955–1998: Rudolf Hermann Eisenmenger
- 1998/1999: Kara Walker
- 1999/2000: Christine & Irene Hohenbüchler
- 2000/2001: Matthew Barney
- 2001/2002: Richard Hamilton
- 2002/2003: Giulio Paolini
- 2003/2004: Thomas Bayrle
- 2004/2005: Tacita Dean
- 2005/2006: Maria Lassnig
- 2006/2007: Rirkrit Tiravanija
- 2007/2008: Jeff Koons
- 2008/2009: Rosemarie Trockel
- 2009/2010: Franz West
- 2010/2011: Cy Twombly
- 2011/2012: Cerith Wyn Evans (ab 28. Oktober bis Saisonende)
- 2012/2013: David Hockney (ab 20. November bis Saisonende)
- 2013/2014: Oswald Oberhuber (ab 25. Oktober bis Saisonende)
- 2014/2015: Joan Jonas (ab 14. November 2014)[34][35]
- 2015/2016: Dominique Gonzalez-Foerster (ab 30. September 2015)[36]
- 2016/2017: Tauba Auerbach[37][38]
- 2017/2018: John Baldessari[39]
- 2018/2019: Pierre Alechinsky[40] (ab 2. November 2018)
- 2019/2020: Martha Jungwirth[41]
- 2020/2021: Carrie Mae Weems[42]
- 2021/2022: Beatriz Milhazes[43]
- 2023/2024: Anselm Kiefer[44]
- 2024/2025: Pipilotti Rist: Bauchhöhle überfliegt Staumauer[45]

Jeweils von Saisonbeginn bis zur Fertigstellung der neuen Gestaltung ist der ursprüngliche Entwurf von Rudolf Hermann Eisenmenger zu sehen.

### Opernhaus und Kinder

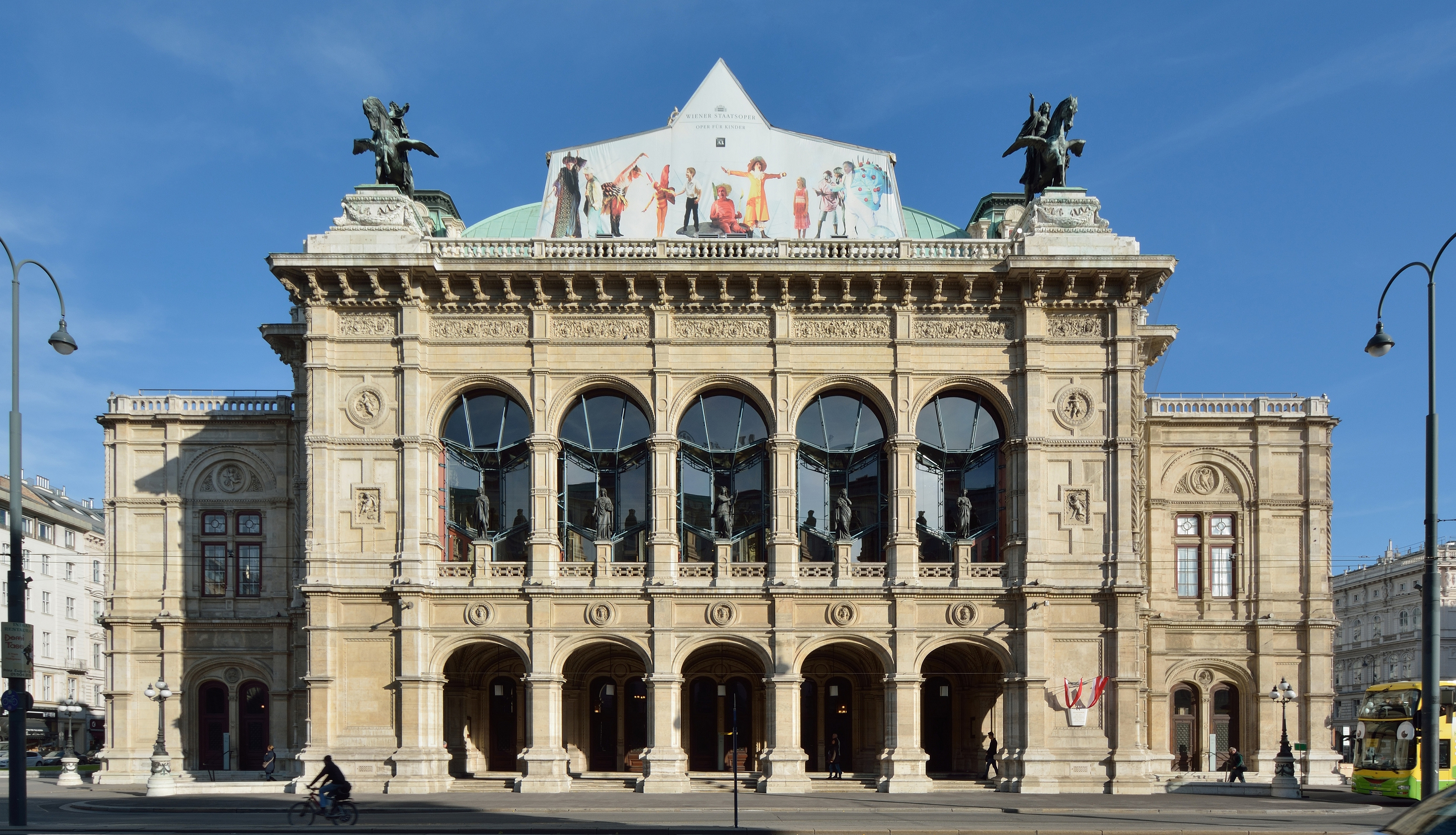
Ringseitige Fassade der Staatsoper. Am Dach das Zelt der Oper für Kinder

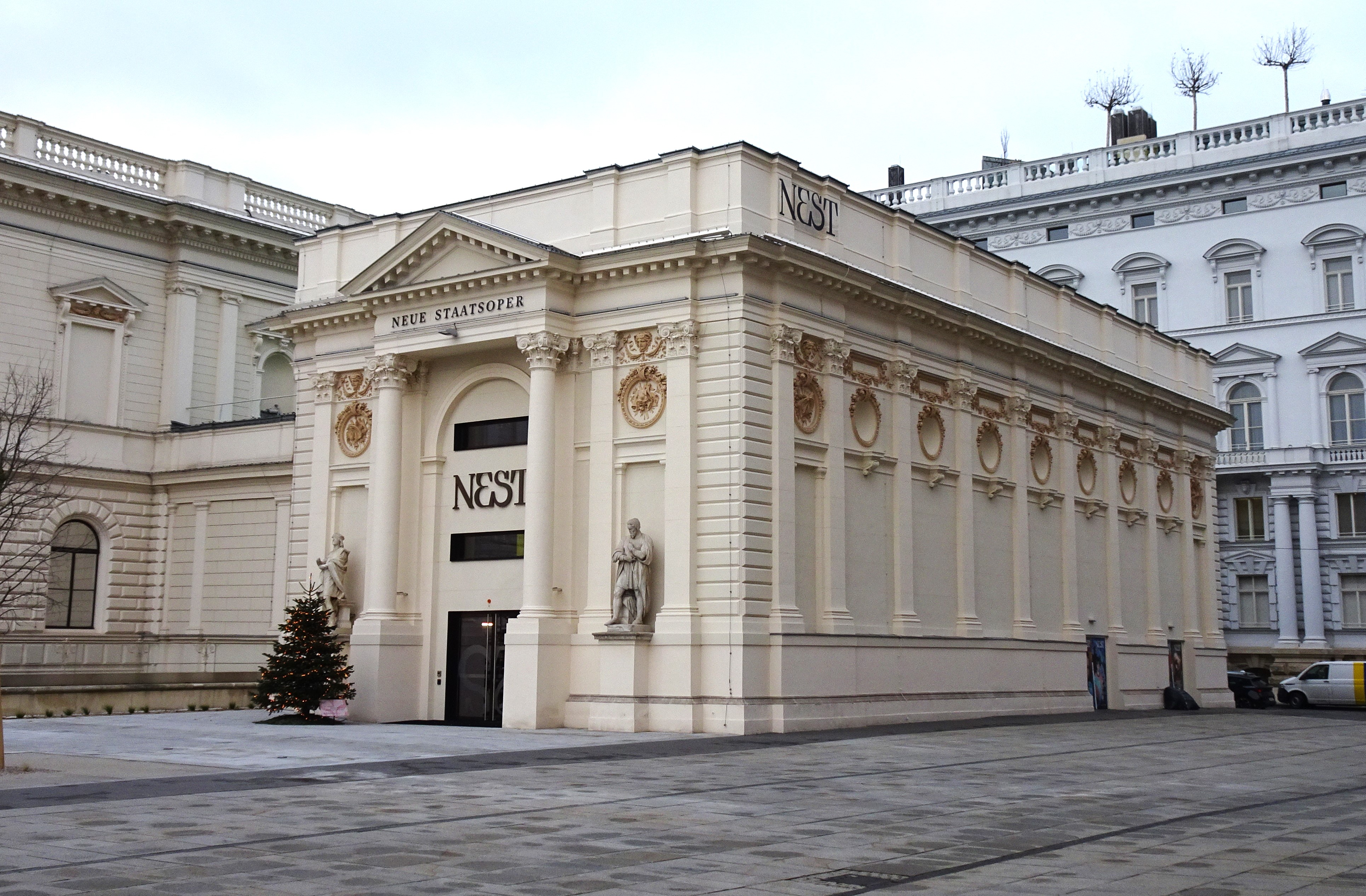
Der Französische Saal des Künstlerhauses als „NEST“

Seit der Direktion Holender (der selbst Vater von drei Kindern ist) ist die Staatsoper für ihre häufigen Aufführungen von kindgerechten Produktionen bekannt. Beispiele dafür sind etwa die Opern Peter Pan, Das Traumfresserchen, Der 35. Mai, Aladdin, Bastien und Bastienne oder Wagners Nibelungenring für Kinder. Sie fanden bis zum Frühjahr 2015 als Kinderoper auf dem Dach des Vorbaus (über der Loggia, dem Vestibül und dem Schwind-Foyer) in einer eigens dafür errichteten Zeltkonstruktion statt. Dieses Zelt wurde im Sommer 2015 abgebaut, Spielstätte für Kinderaufführungen war bis 2020 das ehemalige Stadttheater Walfischgasse.
Im Juni 2024 wurde das NEST (für Neue Staatsoper) im Künstlerhaus vorgestellt. Ab Dezember 2024 wird das NEST als zweite Spielstätte der Wiener Staatsoper für diverse Produktionen und Mitmachprojekte einen Raum bieten.
Darüber hinaus findet jedes Jahr am Tag nach dem Opernball eine Aufführung der Zauberflöte für neun- bis zehnjährige Kinder noch im Umbau des Zuschauerraums und der Bühne als Ballsaal statt.
Zusätzlich bietet das Opernhaus für Kinder zwischen 8 und 14 Jahren eine eigene Opernschule an, die neben einer regulären Schule nachmittags zu absolvieren ist. Die Kinder werden pädagogisch fachkundig an das Musiktheater herangeführt sowie für ein mögliches Berufsziel als Sänger sensibilisiert. Die Staatsoper rekrutiert für ihre Produktionen die Darsteller für Kinderrollen aus dieser Opernschule. Außerdem findet zweimal pro Saison eine eigene Matinee der Opernschule statt. Der künstlerische Leiter und Mitbegründer der Opernsingschule (2002) war bis 2005 Marco Ozbic, Peter Rille ihr administrativer Leiter, Elisabeth Lampl wirkte als Stimmbildnerin und Ernst Dunshirn (Chordirektor an der Wiener Staatsoper) als Lehrer. Im Mozartjahr 2006 wurde Der kleine Friedrich aufgeführt, eine zwanzigminütige Collage aus Mozart-Liedern von Janko Kastelic und Claudia Toman.

#### NEST (Spielstätte) für Junge
Am 7. Dezember 2024 wurde NEST (für: NEue STaatsoper), eine Spielstätte für Kinder und Jugendliche im Künstlerhaus nahe dem Karlsplatz mit der Uraufführung von „Sagt der Walfisch zum Thunfisch“ des kanadischen Komponisten Thierry Tidrow eröffnet.

### Oper „Live am Platz“

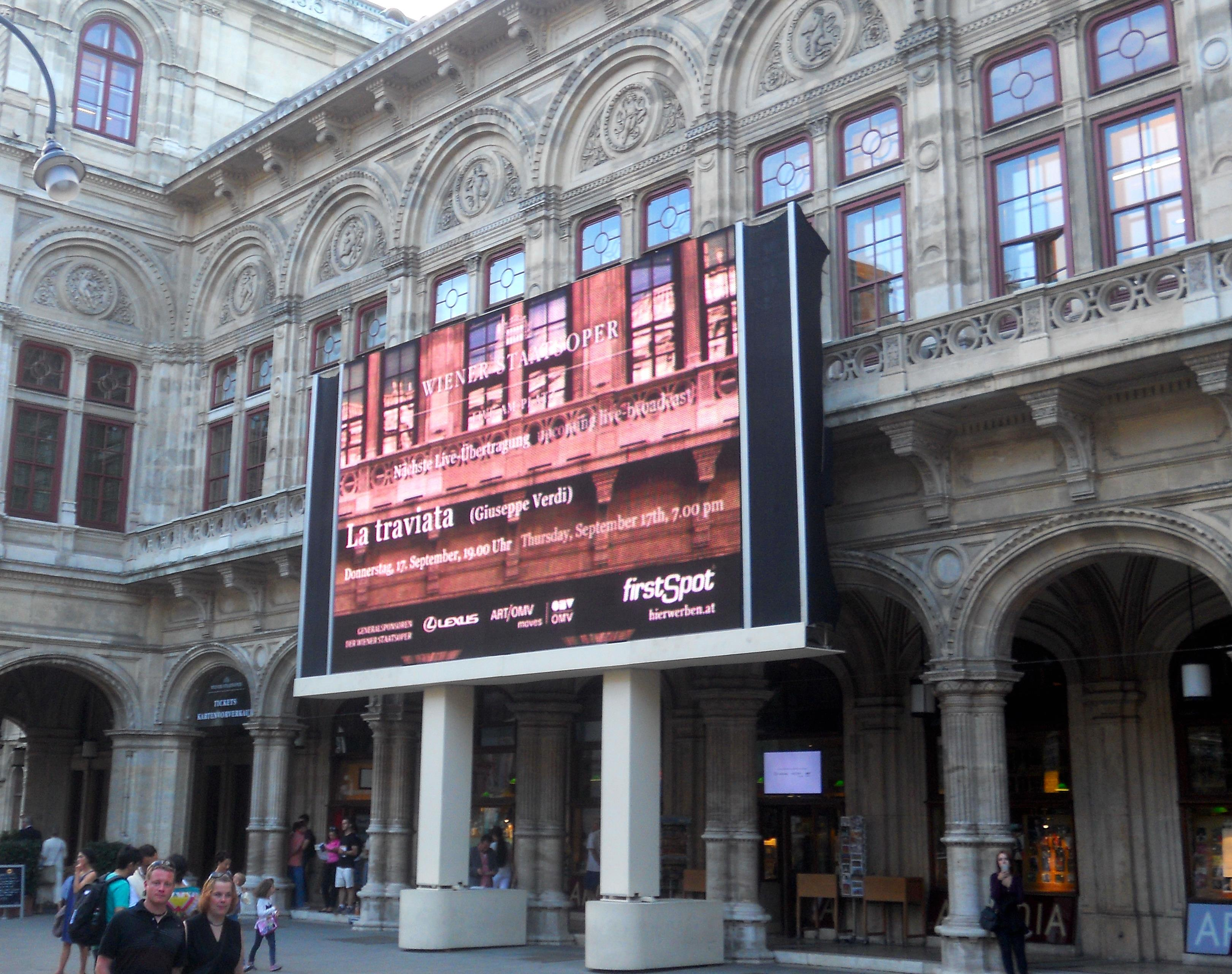
Der Monitor von „Oper live am Platz“

In den 2010er-Jahren gab es auch die Initiative „Oper live am Platz“, bei der die Aufführungen über einen Monitor auf den Karajanplatz (die platzartige Ausbuchtung der Kärntner Straße bei der Oper) übertragen wurden. Dies fand in der warmen Jahreszeit an ungefähr jedem zweiten Tag statt, ca. 300 Sitzplätze wurden auf dem Platz aufgestellt und nach Ende der Vorstellung wieder entfernt. Es war für die Zuschauer kostenlos, die meisten Regeln innerhalb des Hauses (etwa Bekleidungsvorschriften) hatten am Platz keine Gültigkeit.

### Opernball

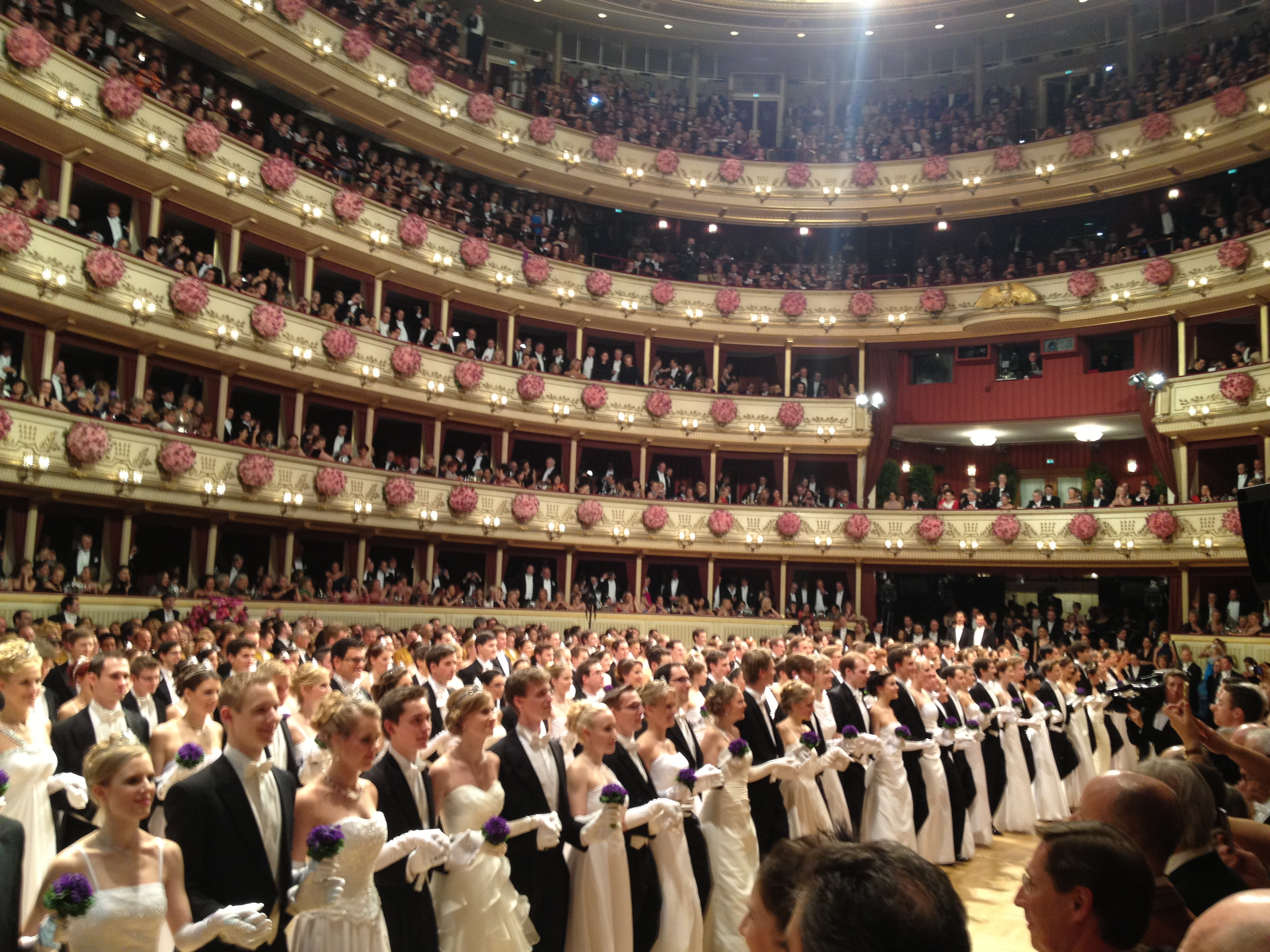
Opernball (2014)

Eine international bekannte Veranstaltung ist der Opernball, der alljährlich am letzten Donnerstag im Fasching stattfindet. Er ist mit rund 5000 Gästen der größte Treffpunkt Österreichs für Kulturschaffende, Unternehmer und Politiker aus dem In- und Ausland. Inklusive Mitwirkenden und Mitarbeitern des Hauses bevölkern am Ballabend rund 7000 Menschen die Staatsoper.
Die Ballbesucher und der Werbeeffekt für den österreichischen Tourismus haben sich auch zu einem Wirtschaftsfaktor in Wien entwickelt. 180 Paare aus dem In- und Ausland eröffnen den Ball.
Die Tradition des Opernballes führt zurück in die Zeit von 1814/1815, die Zeit des Wiener Kongresses. Der erste Ball in der Staatsoper fand 1935 statt, der erste der heutigen jährlichen Opernbälle wurde anlässlich der Wiedereröffnung des Staatsoperngebäudes 1955 am 9. Februar 1956 abgehalten. Seit 1987 gab es immer wieder Demonstrationen anlässlich des oder gegen den Opernball, zuletzt 2010.

### Orgel
Die Orgel der Wiener Staatsoper wurde 1988 erbaut. Das Schleifladen-Instrument hat 33 Register auf zwei Manualen und Pedal. Die Spiel- und Registertrakturen sind mechanisch. Die Orgel befindet sich im Orgelsaal im 6. Stock des Opernhauses. Ihr Klang wird bei Vorstellungen über Lautsprecher in den Zuschauerraum übertragen. Die Disposition lautet:
| I Hauptwerk C– |       |
| Rohrgedackt    | 16′   |
| Prinzipal      | 8′    |
| Gedeckt        | 8′    |
| Flaute Dolze   | 8′    |
| Gemshorn       | 8′    |
| Oktav          | 4′    |
| Rohrflöte      | 4′    |
| Kornett        | 4′    |
| Nachthornquint | 2 ⁄3′ |
| Superoktav     | 2′    |
| Mixtur         | 2′    |
| Klarinette     | 8′    |

| II Schwellwerk C– |        |
| Hornprinzipal     | 8′     |
| Konzertflöte      | 8′     |
| Unda Maris        | 8′     |
| Salizional        | 8′     |
| Prästant          | 4′     |
| Spitzflöte        | 4′     |
| Sifflöte          | 4′     |
| Zimbel            | 2′     |
| Terz              | 1 3⁄5′ |
| Trompete          | 8′     |

| Pedalwerk C– |         |
| Prinzipalbaß | 16′     |
| Subbaß       | 16′     |
| Echobaß      | 16′     |
| Quintbaß     | 10 2⁄3′ |
| Cello        | 8′      |
| Dulciana     | 8′      |
| Choralbaß    | 2 ⁄3′   |
| Rauschpfeife | 2′      |
| Bombarde     | 16′     |
| Tuba         | 8′      |

- Koppeln:
  - Normalkoppeln: II/I, I/P, II/P
  - Suboktavkoppeln: I/I, II/I, II/II
  - Superoktavkoppeln: I/I, II/I, II/II, II/P

### Beschallungsanlage
Die Tontechnik der Wiener Staatsoper wurde seit den 50er Jahren immer wieder ergänzt und teilerneuert. Das Audiosystem war dann seit den 1980er Jahren weitgehend unverändert in Betrieb, konnte letztlich aber nicht mehr mit den hohen Anforderungen an die Akustik mithalten. So entschied man sich in den 2010er Jahren für den Austausch der gesamten Beschallungsanlage.
Im November 2020 wurde das neue Audiosystem in Betrieb genommen.

### Weitere Ansichten der Wiener Staatsoper

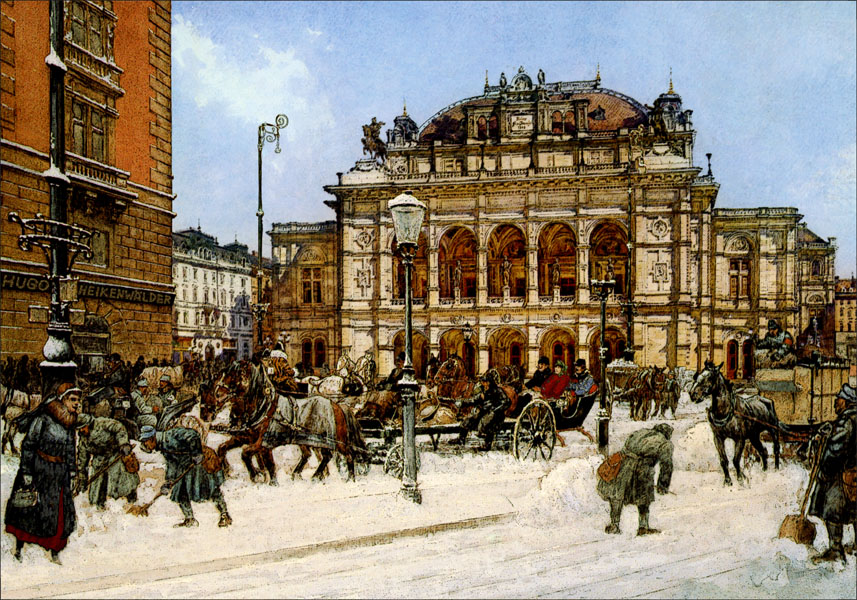
k.k. Hof-Operntheater im (Kriegs-)Winter 1917
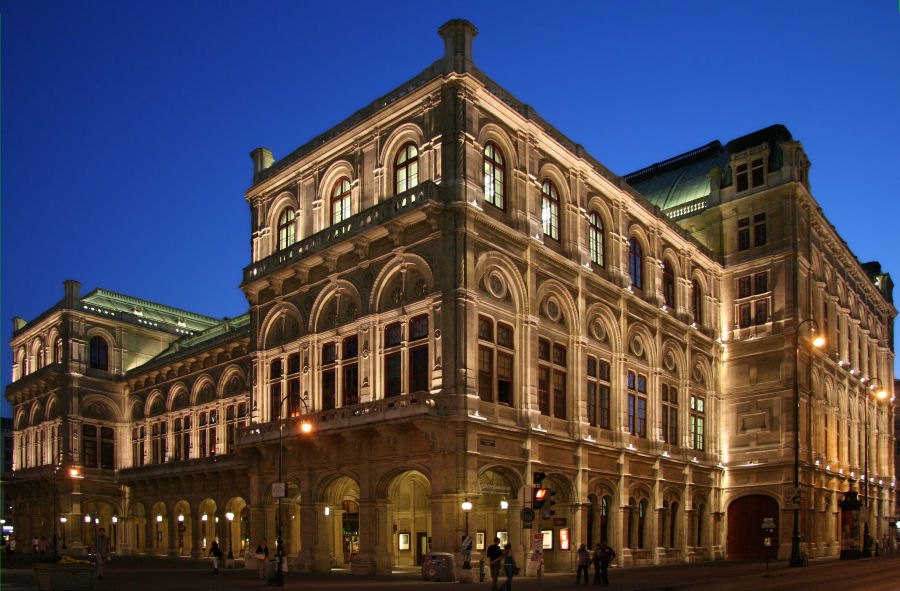
Blick von der Kärntner Straße auf die Wiener Staatsoper
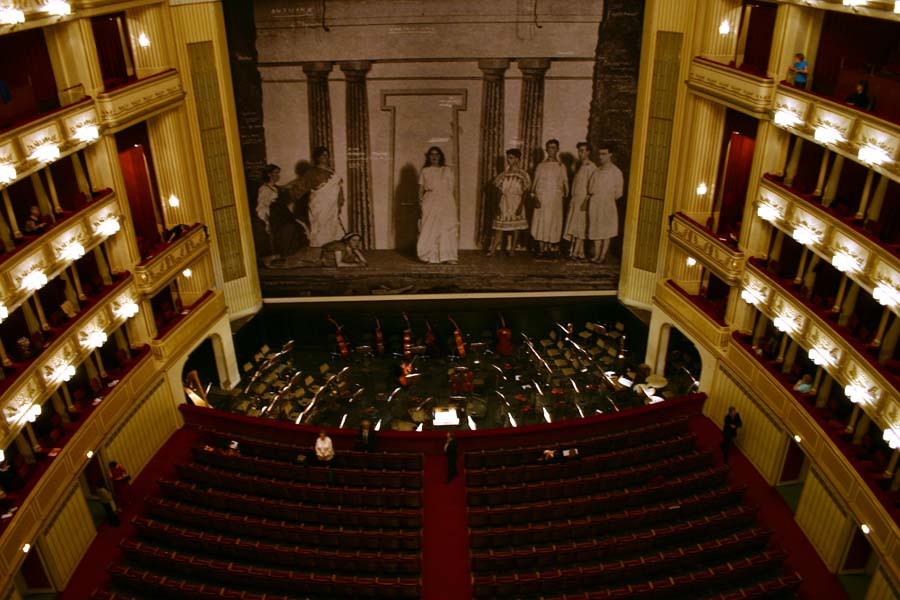
Innenansicht mit Blick auf den Eisernen Vorhang
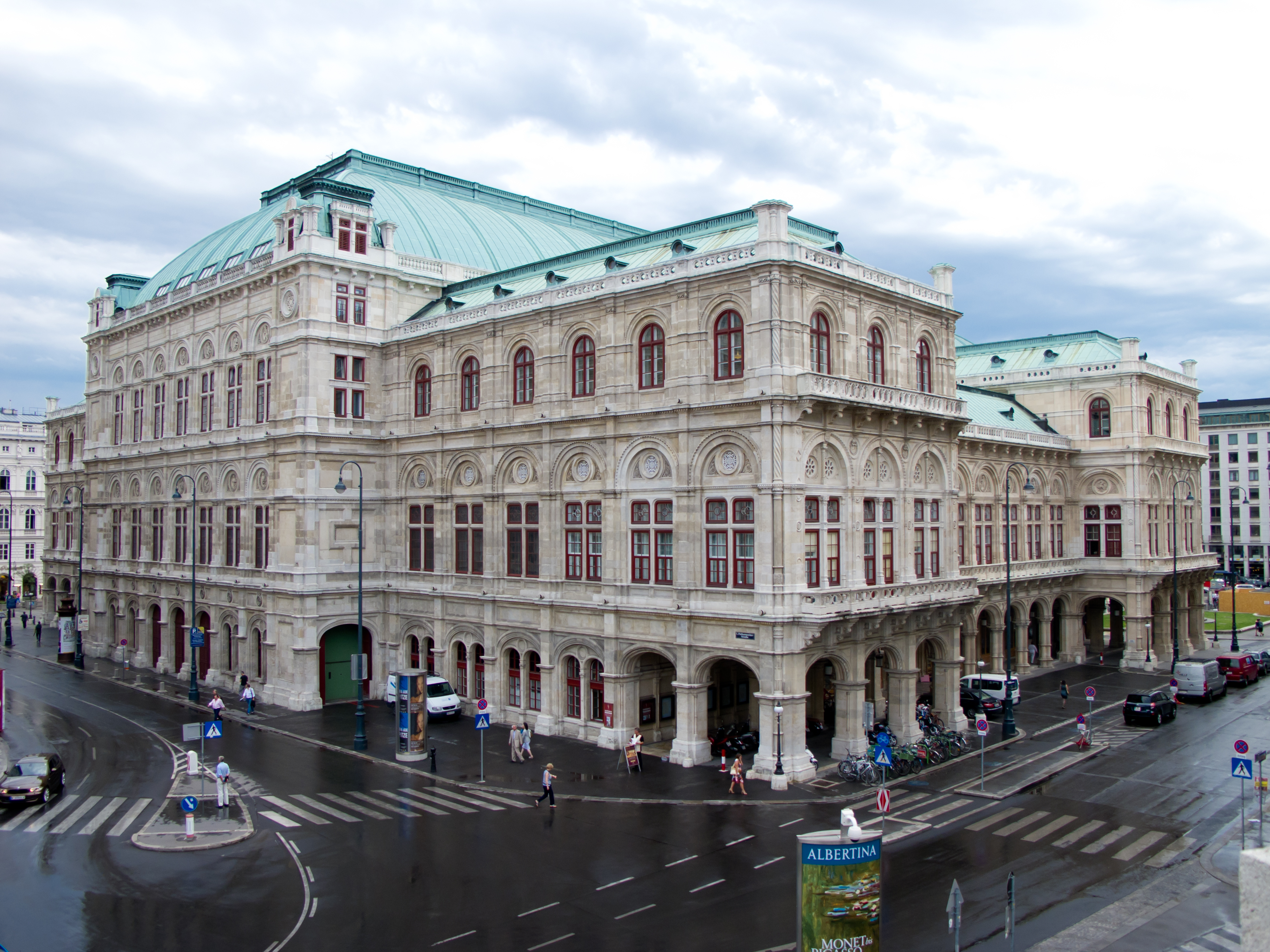
Blick auf die Rückseite der Oper von der Terrasse der Albertina

## Film
- 2019: Backstage Wiener Staatsoper. Kinodokumentarfilm, Regie: Stephanus Domanig, Prisma Film.